# Яким Сомко
Яки́м Сомко́ (ст.-укр. Іоаким Сомко; 1610-ті — 18 (28) вересня 1663, Борзна) — державний діяч Гетьманщини XVII століття, полководець, дипломат, один з найвідоміших представників городової старшини Переяславщини. Гетьман Війська Запорозького на Лівобережжі. У сучасній історичній науці вважається провідником елітарної аристократії (козацької старшини), прихильником сильної влади суверена (гетьмана) й автономного васалітету [⇨] у відносинах Війська Запорозького з Московським царством [⇨].
Представник «клану Хмельницьких». У часи Визвольної війни — сподвижник Богдана Хмельницького, який доводився йому шваґром (перша дружина Богдана, Ганна, була сестрою Якима) [⇨]. На початку Руїни, за гетьманування Івана Виговського, брав участь у придушенні повстання Пушкаря, але після підписання Гадяцького договору, попри отримання шляхетства та родового герба, не підтримав його і жив деякий час на Донщині. [⇨] Мав конфлікт з Юрієм Хмельницьким, що призвело до розколу Української козацької держави на Правобережжя та Лівобережжя. [⇨] На Лівобережжі був одним з основних претендентів на гетьманську булаву разом з Іваном Брюховецьким і Василем Золотаренком. [⇨] Учасник Чорної ради 1663 року, де гетьманом було обрано Брюховецького внаслідок інтриг серед козацтва та політики Московії стосовно України. Невдовзі інших претендентів, Сомка та Золотаренка, разом з багатьма їхніми сподвижниками, було обвинувачено в зраді перед царем і страчено. [⇨]
Образ Якима Сомка використав письменник Пантелеймон Куліш у відомому історичному романі «Чорна рада. Хроніка 1663 року». В екранізації роману на телебаченні роль Сомка виконав Олександр Бондаренко. [⇨]

## Біографія

### До Руїни
Яким Сомко народився в 1610-х роках у заможній міщанській (або купецькій) родині Сомків з міста Переяслава, який на той час входив до складу Київського воєводства Речі Посполитої. Батько Якима, Семен Сом, був послом до Московського царства в 1620-х роках. Існує припущення, що майбутній гетьман здобув освіту в Київській колегії (пізніше, відомішій як «Києво-Могилянська академія»).
Близько 1623 року сестра Якима, Ганна (вона ж Гафія), взяла шлюб з молодим шляхтичем Богданом-Зиновієм Хмельницьким, який став одним з національних героїв України. Хмельницький суттєво вплинув не лише на історію України, а й на життя Якима Сомка, якому був його шваґром. Невдовзі й сам Яким одружився з жінкою, яку звали Ірина. Відомо, що в подружжя було не менше трьох дітей: доньки Галина (нар. бл. 1644) та Параска (нар. бл. 1656) і син Василь (нар. бл. 1647).
Перед початком Визвольної війни передчасно померла сестра Ганна, не доживши й до 50-и років. Наприкінці 1647 року Хмельницький-старший вирушив здіймати повстання на Запорозьку Січ і за деякими даними залишив своїх дітей у дядька Якима. Останній і сам доєднався до повстання під проводом Андрія Романенка, сотника 2-ї Переяславської (Романенкової) сотні.
Надалі він брав активну участь у Хмельниччині: призначався наказним полковником у Переяславському полку, 1654 року очолив Переяславську першу полкову сотню. Сомко входив до близького оточення гетьмана, залучався до вирішення державних справ, систематично брав участь у старшинських радах, виконував дипломатичні доручення. Так відомо, що 15 (25) вересня 1654 року Хмельницький відіслав його з листом до царя. У Москві Яким пробув до 14 (24) жовтня та повернувся з царською грамотою.

### За гетьманства Виговського (1657—1659)
Багато хто пристає до Пушкаревої ради; у полковників, які тепер при мені, не багато людей, інші йти не хочуть, і якби я не пішов, то всі пристали б до Пушкаря.
По смерті Богдана Хмельницького 1657 року почався період, який історики називають «Руїна». Іван Виговський на старшинській раді обрався наказним гетьманом, що деякі історики розглядають як державний переворот проти наступника Богдана, його сина Юрія. Перший час Яким Сомко не виступав проти Виговського.
Переяславці, на чолі яких був наказний полковник Сомко, були одними з небагатьох, хто брав участь в «антипушкарівському поході». Урешті один з ініціаторів повстання, полтавський полковник Мартин Пушкар, загинув у бою.
Виговський круто змінив зовнішню політику держави. Оскільки Березневі статті Богдана Хмельницького перестали діяти, то гетьман 6 (16) вересня 1658 року разом з Річчю Посполитою уклали Гадяцький договір. За ним Україна (під назвою «Велике князівство Руське») мала дістати ті ж права, що й Велике князівство Литовське чи Корона Королівства Польського, і приєднатися до Речі Посполитої як рівноправний член конфедерації («Речі Посполитої Трьох Народів»). Угода залишилася лише на папері, оскільки проти неї виступила і частина шляхти, що ратифікувала на сеймі урізаний варіант договору, і частина козацтва, що повстала проти гетьмана. Московія ж, після поразки підтриманого нею повстання Пушкаря та Барабаша, почала військову інтервенцію, яка згодом переросла в громадянську війну на Гетьманщині. Козацька опозиція, що складалася з противників прийнятого Сеймом варіанту угоди, зробила своїм лідером молодшого сина Богдана Хмельницького, Юрася Хмельниченка. З початком московсько-козацької війни Виговський, намагаючись придушити опозиціонерів, розпочав жорсткі розправи серед полкової та сотенної старшини, що була лояльна до Московії. Наприкінці червня 1658 року було страчено переяславського полковника Івана Сулиму, а через кілька місяців за наказом гетьмана його наступнику, Івану Колюбаці, було відтято голову. Арештовано полковника Кирика Пушкаренка, розстріляно полковника Тимофія Оникієнка і ще 12 сотників за зв'язки з загиблим Пушкарем. Деякі полковники були вимушені втікати від гетьманського гніву, навіть якщо не виступали відкрито проти Виговського.
Період після підписання Гадяцького договору в біографії Сомка вважається доволі суперечливим. За однією версію він, побоюючись розправ Виговського над старшиною, вирушив на Донщину, де деякий час займався чи то торгівлею, чи то шинкуванням вина, а може горілки. Але окрім історії про шинкування побутує думка, що Яким Сомко перейшов на сторону опозиції. Існує кілька фактів про перебування Сомка в Україні після підписання Гадяцького договору. Наприклад, 4 (14) вересня 1658 року «бувший наказний полковник переяславський» був присутній під час зустрічі московського представника Кікіна та старшини на чолі з Юрієм Немиричем. Пізніше, вже 8 (18) квітня 1659 року за умовами Гадяцького договору, під час процесу ратифікації на сеймі, як і велика частина старшини, Сомко був нобілітований у шляхту. Йому було надано в довічну власність містечко Березань, герб і, до того ж він був при Виговському наказним полковником. На думку історика Володимира Кривошеї таким чином Виговський намагався примиритися з частиною опозиціонерів, зокрема серед переяславської старшини. Проте, не спрацювало і Яким залишився на стороні ворогів гетьмана. Тож, можливо, невдоволений занадто скромними й несправедливими, на його думку, пожалуваннями він вже після цього вирушив на Дон. Хоча протилежну теорію висловив історик Юрій Мицик. На його думку Яким організував «добре законспіровану групу козацької старшини», яка поставила собі за мету змістити Виговського й обрати Юрія Хмельницького гетьманом. До змовників, очолюваних Якимом, Мицик відносить Василя Золотаренка (брата полководця Івана Золотаренка та іншого шваґра Богдана), переяславського полковника Тиміша Цицюру, Івана Богуна та Івана Сірка.
У будь-якому випадку придушити своїх ворогів всередині держави Виговський не зміг, а оточення, що підтримувало його на початку так само перейшло на сторону Хмельницького-молодшого. Тож гетьман був змушений скласти булаву після козацької ради під Германівкою 10 (20) вересня 1659 року.

### За гетьманства Юрія Хмельницького (осінь 1659— осінь 1660)
Після позбавлення Виговського булави Сомко повернувся з Дону. На раді в урочищі Маслів Став під Росавою 23–24 вересня (3—4 жовтня) 1659 року «учинили гетьманом Юрія Хмелницького і знам'я і булаву і печатку і всякі справи Військові у Виговського взяли та віддали Юрію». Пізніше відбулась ще одна старшинська рада неподалік Трахтемирова у Жердевій долині, на яку прибув Яким, як писав літописець Величко: «маючи при собі двадцять тисяч козацького війська з їхньою старшиною, зібраного зобидвабіч Дніпра». На ній були розроблені так звані «Жердівські статті», які мали б поставити крапку у війні поміж Гетьманщиною та Московією, а також встановити мінімальну залежність гетьманату від царя. Однак натомість під час другої Переяславської ради між Юрієм Хмельницьким та князем Олексієм Трубецьким були підписані Переяславські статті, які значно звузили автономію козацької держави. На початку гетьманування Юрася підтримав дядько Яким. Попри значний вплив на відомого своїм слабким характером небожа і покращення таким чином свого положення, це гетьманування породжувало неминуче протистояння з іншими політичними угрупуваннями, особливо серед колишніх сподвижників Виговського, які тепер опинилися поряд з Хмельницьким.
У середині березня 1660 року Яким відвідав Москву разом з ніжинським протопопом Максимом Филимоновичем (останній через рік став єпископом і місцеблюстителем Київської митрополії під ім'ям «Методій»).
Влітку 1660 року, на сьомий рік війни з Річчю Посполитою, царський уряд вирішив завдати рішучого удару полякам і таким чином змусити їх укласти мир. На півдні військами керував київський воєвода князь Василь Шереметєв, якого підтримували два війська Гетьманщини: перше очолив переяславський полковник Тиміш Цицюра, якого Хмельницький призначив наказним гетьманом над лівобережними полками, а друге, правобережне, гетьман Юрій Хмельницький очолив особисто. Водночас Якима Сомка Хмельницький також призначив наказним гетьманом і йому було поручено займатися комплектацією додаткового контингенту в Білій Церкві для виправи на підмогу козацько-московському війську. Ця, так звана Чуднівська кампанія зазнала повного розгрому. Спочатку в битві під Любаром Шереметєв і Цицюра були змушені відступати на з'єднання з Хмельницьким, а вже під Чудновом залишилися в повному оточенні. Гетьман унаслідок Слободищенської битви також опинився в оточенні. Врешті, 7 (17) жовтня 1660 року, Хмельницький підписав Слободищенський (Чуднівський) трактат з Річчю Посполитою, який, фактично, був урізаним варіантом Гадяцького договору Виговського. За цим документом скасовувалися, підписані рік тому, Переяславські статті, а Гетьманщина ставала частиною Речі Посполитої. Така зовнішньополітична переорієнтація з Москви на Варшаву гетьмана, що була ще менш вигідною за договір Виговського, не була підтримана великою частиною лівобережної старшини, особливо на фоні великих втрат під Чудновом саме серед лівобережців.

### Переяслав після «Чуднівської катастрофи» (осінь 1660)
Після того як наказний гетьман дізнався про поразку під Слободищем і початок перемовин Юрія з поляками щодо трактату він вирішив покинути правий берег. У листі до воєводи Івана Чаадаєва від 12 (22) жовтня 1660 року він писав, що спішно покинув Білу Церкву разом із козаками лівобережних полків. Яким переконував воєводу в тому, що Юрась діяв під тиском свого оточення: «вже те вчинив, але з примусу», а також підкреслював, що чекає більше відомостей від племінника особисто. Причину від'їзду Чаадаєву Сомко в листі пояснював поширенням бунтів на Правобережжі, хоча, ймовірно, він перебільшував. Справжньою причиною від'їзду могли бути ворожі відносини з колишніми сподвижниками Виговського, адже саме вони, правобережні старшини, оточували Юрія, натомість старшина з лівого берега вирушила в похід разом з Цицюрою. Попри справжню причину від'їзду, 15 (25) жовтня 1660 року Сомко повернувся в спустілий Переяслав.

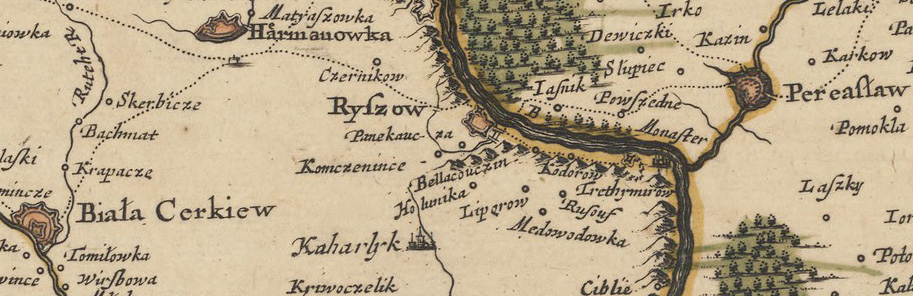
Шлях від Білої Церкви до Переяслава, середина XVII століття[ком. 16]

Політична ситуація в Переяславі на той час була вкрай складною. Після низки страт полковників Виговським з різних причин, полк очолив Цицюра який врешті й сам здійняв повстання проти колишнього гетьмана та перебив у місті польських драгунів. У виправі на Правобережжя разом з полковником перебували й козаки полку. Крім значних втрат, що вони понесли в боях під Любаром та Чудновом, особливо катастрофічною для них виявилася спроба Цицюри перейти на сторону Хмельницького та поляків. Намагаючись пробитися до польського табору, полки наказного гетьмана зазнали нападу кримців, через що декілька сотень козаків загинуло, а понад тисячу потрапило до ясиру. Сам же Цицюра був ув'язнений польським командуванням. Ще більші втрати лівобережці, які залишилися в таборі князя чи не змогли вибратися з оточення, зазнали під час капітуляція армії Шереметьєва. Зрештою, ставши, де-факто, розмінною монетою в московсько-польсько-кримських торгах, близько 8–9 тисяч козаків були віддані як ясир нуреддину Мурад Ґераю. Безумовно, звістки про такі трагічні події шокували населення Переяславщини. Допоки одні обурювалися діями московського командування, яке віддало козаків татарам, інші засуджували укладення Чуднівської угоди, вбачаючи в ньому загрозу повного повернення панування Речі Посполитої. Загостренню ситуації безпосередньо на Переяславщині сприяли також межування через Дніпро з Правобережжям і звернення Хмельницького до тієї частини полку, яка не брала участі в кампанії та перебувала під керівництвом полкового осавула Семена Гладкого. Московський урядник Борис Мишецький повідомляв білгородському воєводі Григорію Ромодановському, що гетьман закликав переяславських козаків «…ратних людей у Переяславі побити» та «…многі в Переяславі хитання та бунти».
Хоч Сомко вважається противником Чуднівської угоди, на думку історика Віктора Горобця, він не відразу визначився із зовнішньополітичними пріоритетами. Зокрема, неоднозначними виглядають повідомлення тодішнього переяславського воєводи Василя Волконського до Ромодановського. У донесенні 21 (31) жовтня 1660 року Волконський повідомляв, що Сомко з дороги радив йому укріпляти місто та готуватися до осади, а вже наступного дня він же писав, що наказний гетьман хотів у ночі «…ратних людей побити». Шляхтич з Могильова Ф. Бобров та київський міщанин Т. Булаков, відправлені Чаадаєвим наприкінці жовтня до Москви, свідчили про чутки, що Сомко прибув до Переяслава «…щоб козаків збунтувати, і государевих людей побити обманом».

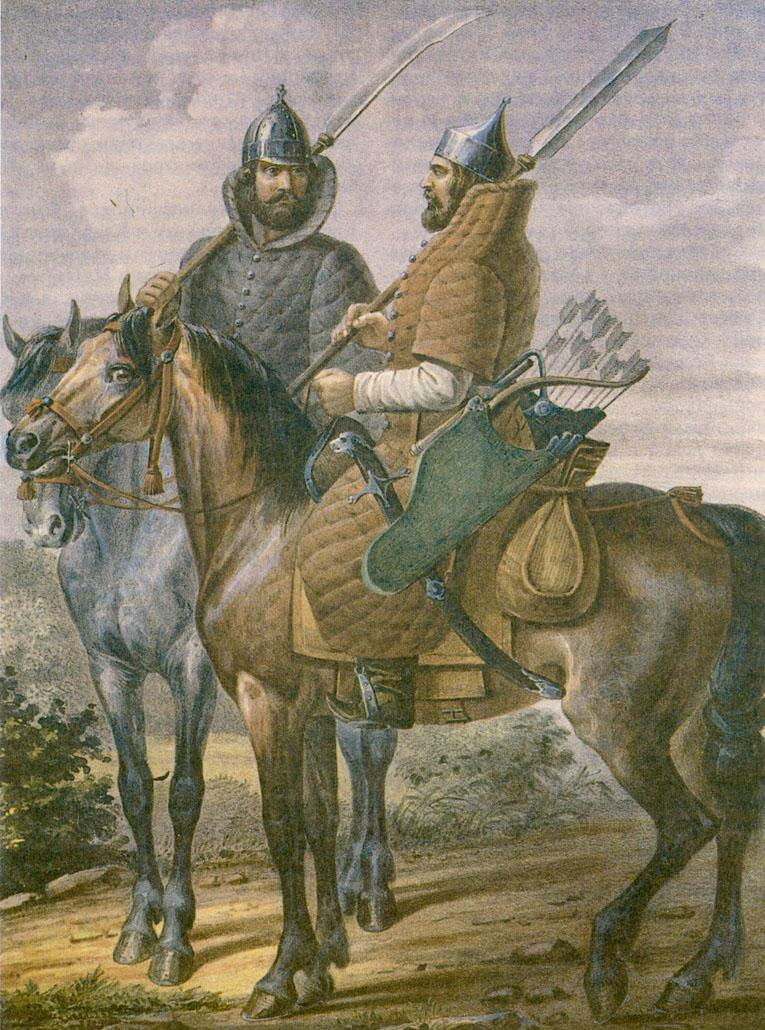
Московські Ратник (Російська імперія)

Невизначеність наказного гетьмана могла бути пов'язана з московським гарнізоном, що перебував у місті. Їхнє розміщення на Лівобережжі (у Києві, Переяславі, Ніжині та Чернігові) було узаконено Переяславськими статтями Хмельницького-молодшого. Зважаючи на те, що до участі в Чуднівській кампанії цей гарнізон не залучався, у міській фортеці був розміщений достатньо чисельний та забезпечений припасами контингент. А наприкінці жовтня гарнізон Переяслава був поповнений додатковими військами.
Ще на початку жовтня царський уряд велів Ромодановському «…з кінними та з пішими людьми йти до Переяславля поспіхом». Однак, побоюючись направляти великі запаси пороху до Переяслава та Ніжина, було вирішено обмежитися відправленням 6 (16) жовтня загону воєводи Бориса Мишецького. Він прибув 23 жовтня (2 листопада) разом з рейтарським і драгунським полками, двома полками піхотинців солдатського строю, а також двома стрілецькими сотнями. У своїй відписці Ромодановському воєвода наголошував, що завдяки його приходу «…багато в Переяславі хитань і бунтів між ними вгамувались.», але визнавав, що «… в Переясловлі де тільки не буде великих твоїх ратних людей, аж ніяк не вірити». Посилення переяславської залоги півторатисячним загоном ратників Мишецького остаточно унеможливило бунт. За свідченнями Боброва та Булакова, населення було переконане, що саме прихід Мишецького утримав Сомка від виступу проти воєвод. Подальші кроки Сомка, зокрема заклики до ніжинського полковника Василя Золотаренка вірно служити царю, а також плани відправити власних дітей до Москви, засвідчили його підданство царю.
Сомку вдалося швидко зібрати полкову старшинську раду на якій його було обрано полковником, як писав Величко: «..назвався Полковником Переясловським, і від товариства полку того зостався на тому уряді підтверджений». У полку довелося відновлювати управління. Цьому сприяло як попередня діяльність Сомка, так і зв'язки з багатьма місцевими козацькими родинами. До полкової старшини увійшли: осавули Семен Гладкий та Іван Воробей, судді Іван Момот та Онисим Товстяченко, а також писар Михайло Бережецький і сотники Опанас Захар'ященко та Федір Петрушенко. Поступово з польського полону повернулася старшина, яка зміцнила антипольські позиції в полку. Так, до прикладу, до полку доєднався ще один осавул, Михайло Пригар.
Як гетьман, Сомко почав укріплювати свою владу, шукаючи підтримки в лояльних до нього полковників. Черкаський полк очолив наказний полковник Кость Федоренко в січні 1661 року, а на Остерщині наказним полковником призначено Богдана Білика-Смоловика в січні 1662 року. На Переяславщині полковником був соратник Якима, колишній полковий осавул Семен Гладкий (після призначення генеральним суддею його замінив Опанас Щуровський). На Чигиринщині, з метою зміцнення своїх позицій, Сомко створив Кременчуцький полк, полковниками якого в різний час були Кирило Канівець, Гаврило Дубовик, Кость Гавриленко і Сава Канівець. Так само він заснував Коропський полк до якого входив Батурин і околиці, на чолі полку стояв Тихін Гаврилович.

### Військова кампанія 1660—1661 років

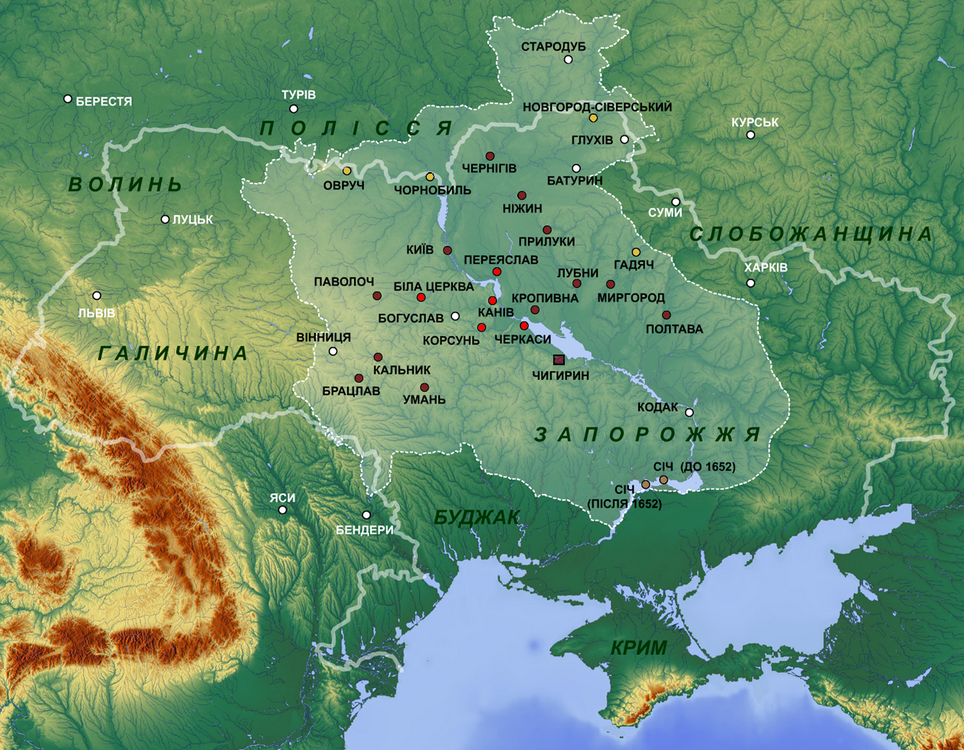
Мапа Гетьманщини до розколу:
центри старожитніх реєстрових полків;
центри регулярних полків;
центри січовиків;
полки, що проіснували кілька років;
інші міста.

Яким остаточно увійшов у конфронтацію зі своїм небожем Юрасем, розпочавши збройну боротьбу з правобережним козацтвом на стороні яких виступали також коронне військо Речі Посполитої та кримський хан Мехмед IV Ґерай. Сомка підтримали впливові лівобережні полковники ніжинський Василь Золотаренко та чернігівський Оникій Силич, з боку Московії проти Юрія виступили також воєвода Ромодановський та слобідське козацтво. Воєводі Яким писав: «…в черкаських містах йти багатолюдством, для того, щоб у черкаських містах великими ратними людьми хитання настрашити».
Особливі бої розгорнулися на напрямку січовиків. У листопаді 1660 року Сомко здійснив військові акції поти лівобережних міст, які піддалися Хмельницькому. Спочатку підкорився гадяцький сотник Крисько Семенович, а «старшину, яка… [царю] зрадила та на всяку лиху справу приводила, тримають нині під вартою». Далі капітулював полковник миргородський Павло Животовський. Після того як Сомко відправив, охтирського полковника, слобожанця Івана Гладкого, з 4-тисячним загоном, до Прилук і Лубен для арешту місцевих полковників Федора Терещенка та Степана Шамлицького, останній, на знак визнання Сомка, відвідав Переяслав. Далі ж наказний гетьман розпочав боротьбу проти непокірного полтавського полковника Федора Жученка.
В середині грудня у Переяславі відбулася церемонія приведення Переяславського полку та жителів міста до присяги на вірність царю Олексію Михайловичу, про яку відомо з листа від 7 (17) грудня 1660 року. Чи була це ініціатива наказного гетьмана, чи вказівка воєвод достеменно невідомо. Утім, за цю подію Сомку надіслали монаршу похвалу.
Взимку 1660—1661 років польське військо за підтримки правобережців Хмельницького та татар перейшло в наступ. У січні-лютому Хмельниченко здійснив першу спробу заволодіти основними лівобережними містами — Ніжином, Переяславом та Черніговом. Ніжин опинився в облозі, на міста Переяславського полку також здійснювалися напади. У цій ситуації основну оборону Лівобережжя взяли на себе Золотаренко та Сомко. Останньому вдалося під Переяславом розгромити правобережні загони на чолі з козацькими ватажками Прокопом Бережецьким та Макухою, а польський полководець Стефан Чарнецький був вимушений втікати на правий берег. Розвиваючи контрнаступ, наказний гетьман завдав поразки козацько-польським підрозділам під Трахтемировом та Стайками, а 11 (21) березня була відзначена чергова перемога його полків: під Переяславом було розбито загони керовані ставлеником Хмельницького, переяславським полковником Федором Сулимою. Успішні дії Сомка значно укріпили його становище й авторитет в середовищі козацтва. До квітня 1661 року «сомківцям» вдалося підпорядкувати собі міста Остер, Вереміївку, Жовкву, Іркліїв.

### Рада на Биковому полі (весна 1661)
З кінця 1660 року на Лівобережжі розпочався процес підготовки елекції свого гетьмана. Головним претендентом на булаву став Яким Сомко (бо статус «наказного гетьмана» означав тимчасовість посади, навіть в межах лівого берега Дніпра). У грудні 1660 року до Москви прибув осавул Степан Єнко з проханням дозволити обрати переяславського полковника повним гетьманом. У квітні наступного, 1661 року, до Москви було споряджено нове посольство, з інформацією про підготовку у Переяславі елекційної ради. При цьому посли стверджували, що більшість лівобережних козацьких полків «…крім Сомка на це місце нікого не чають». На фоні активної військової діяльності на півдні городового Лівобережжя його підтримали полковники миргородський Животовський, лубенський Шамлицький і зіньківський Василь Шиманський.
якщо, де, буде наказний гетьман Єкім Самко на Хмелницького місце гетьманом, і полковник, де, Васілєй Золотаренко не буде йому слухняний і буде де над ним який намір чинити, а якщо, де, полковник буде гетьманом, і Самко, де одноосібно стане який намір над ним чинити і з племінником своїм над Васютою заодно і на обидва боки буде великому государю неспора: а щоб, де, великий государ велів гетьманство казати ні Самку, ні Золотаренку, покамьсто втишиться вся Украйна, авося де обернеця під його великого государя руку та Юрась Хмелницькой та із задніпрянськими черкасами

естли, де, будет наказной гетман Еким Самко на Хмелницкого место гетманом, и полковник, де, Василей Золотаренко не будет ему послушен и будет де над ним какой умысл чинить, а если, де, полковник будет гетманом, и Самко, де, однолично станет какой умысл над ним чинить и с племянником своим над Васютою заодно и на обе стороны будет великому государю неспора: а чтоб, де, великій государь велел гетманство сказывать ни Самку, ни Золотаренку, покамьсто утишится вся Украйна, авося де обратитца под его великого государя руку и Юрась Хмелницкой и с задньпрянскими черкасы

У травні 1661 року на Биковому полі неподалік Ніжина (нині це село Новий Биків) було зібрано козацьку раду. На ній був присутній ніжинський полковник Василь Золотаренко і полковники прилуцький, миргородський, лубенський, шість сотників з Полтавського полку з козаками, а також московські: воєвода Ромодановський з ратними людьми та стольник Семен Змеєв. Однак, всупереч попереднім заявам прихильників Сомка про відсутність конкурентів, рада не обрала його гетьманом. Основною причиною було категоричне небажання ніжинців приймати когось гетьманом окрім власного полковника Золотаренка. Також зіграла свою роль відсутність полтавського полковника Жученка, що залишався вірним Хмельницькому-молодшому. Урешті було вирішено, що елекцію необхідно відкласти та передати її на розсуд царя «кого він, великий государ, запросить у гетьмани».
На прохання депутації 26 квітня (6 травня) 1661 року від присутніх на раді до царя про його згоду «проти звичаю давнього нашого, того гетамана обрати, кого все військо любить, і до нас на обрання гетьмана надіслати від боку свого того, кого в. ц. в. дозволить», надійшла відповідь 29 травня (8 червня): «а про обрання гетьманське і за кого вам гетьмана обирати наш великого государя указ буде до вас впрєдь». Не поспішаючи давати згоду, цар відрядив свого посланця, Федора Протасьєва. У Ніжині той мав зустріч з Золотаренком, вручив йому царську грамоту та соболів, які дістались місцевим сотникам й іншим начальним людям. У Переяславі ж Протасьєв одержав запевнення, що Сомко також «сприяє, де, у всьому великому государю». Разом з тим деякі представники політичної еліти вмовляли посланця не надавати гетьманства жодному з цих двох суперників. Зокрема, ніжинський протопіп Симеон у розмові з царським посланцем пропонував:

### Військова кампанія 1661 року
Восени 1661 року відбулася чергова спроба Хмельницького підпорядкувати собі лівобережні полки. Основні зусилля були сконцентровані на здобутті Переяслава, де зі своїми військами засів Сомко. При цьому, перед облогою, 10 (20) жовтня 1661 року поставлений Москвою переяславський воєвода Волконський повідомляв уряду про ненадійність гетьмана. Упродовж 11 (21) жовтня — 14 (24) грудня козаки Сомка успішно обороняли Переяслав від «хмельниченків».
Стольник Іван Пєсков, після облоги, у своєму донесенні зазначав, що Сомко проводив з Хмельницьким таємні зустрічі. Під час самої облоги їх відбулося три. Під час перемовин кожен намагався переконати опонента в необхідності припинення громадянської війни й стати на сторону своїх протекторів: Сомко на сторону царя, а Хмельницький на сторону короля. Як встановили історики, в оточенні Хмельницького було повно шпигунів лівобережної партії козацтва. Наприклад чигиринський священник, Василь Бабський, передавав інформацію для Сомка, а той потім передавав її у Москву. Пізніше Бабський став протопопом козелецьким і взяв участь у Козелецькій раді. Іншим інформатором був генеральний писар Хмельницького, Семен Голуховський: «…про всі справи… писав e Переяслав до гетьмана до Якима Самка і в Київ. І провідавши де той Юрась, за те його Семена хотів розстріляти».
Невдала облога Переяслава змусила Юрія відступити. Полки Сомка та московські війська організували переслідування противника. Значних втрат зазнали правобережці та поляки під Кропивною.

### Козелецька рада (весна 1662)
Після ради на Биковому полі, влітку-восени 1661 року, у Якима Сомка з'явився іще один конкурент — новообраний «кошовий гетьман» Іван Брюховецький. Головним об'єктом його «передвиборчих нападів» став Яким Сомко. З появою ще однієї опозиції у вигляді запорожців під проводом Брюховецького наказний гетьман переконався у безперспективності допомоги з Москви отримати гетьманську булаву. До того ж московські війська на місці поводили себе так, що доходило до вбивств українських жителів, а урядники не рахувалися з ним в питаннях призначення воєвод у міста. 27 березня (8 квітня) 1662 року єпископ Методій надіслав чолобитну царю, просячи прискорити елекцію повноважного гетьмана, пояснюючи це тим, що Сомко є лише наказним гетьманом, а не повноважним. Також він наполягав на участі запорожців на чолі з Брюховецьким і зміни місця обрання з міста на поле.
Побоюючись нового конкурента та прагнучи здобути повноважне гетьманство, Сомко навесні зібрав чергову раду у містечку Козелець Київського полку. До нього з'їхалася більшість лівобережної старшини й 16 (26) квітня 1662 року відбулась так звана Козелецька рада. Того ж дня Сомко ввів у Козелець кілька тисяч козацької піхоти, поставив караули та заборонив будь-кого випускати з міста. На відмову полковників брати участь в елекційних виборах він погрожував смертною карою. Попри застороги царських воєвод стосовно відсутності дозволу царя козаки зібралися у місті.
В цей час Сомка підтримували полковники: переяславський Семен Гладкий, миргородський Павло Ілляшенко, лубенський Андрій Пирський, зіньківський Василь Шиманський, прилуцький Федір Терещенко та іркліївський Матяш Папкевич, а також сотник чернігівський Василь Болдаковський. Ця група 16 (26) квітня 1662 року обрала гетьманом Якима Сомка. Зрештою, акт підписав і полковник Золотаренко, й інші: Силич, Папкевич, Ілляшенко, Пирський, Шиманський і прилуцький полковник Лазар Горленко. Місія московського боярина, який був присутнім при цьому, обмежилася лише констатацією факту елекції й врученням необхідних атрибутів влади. Відтоді Яким Сомко вважав себе повноважним гетьманом Лівобережжя, тож відповідно підписувався. Однак раду не було визнано царським урядом. Причиною цього стала купа скарг з різних боків на Якима Сомка від конкурентів і духовенства одразу після ради. У них заперечувалася законність елекції. Так, зокрема, Золотаренко й Методій, твердили, що Сомко здобув гетьманство обманом, скликавши полковників нібито для вирішення якихось військових справ, а насправді грубою силою змусив їх голосувати за себе.

### Військова кампанія 1662 року
Влітку 1662 року Юрій Хмельницький здійснив чергову спробу поширити владу на Лівобережжя. 1 (11) червня 15-и тисячне правобережне військо за підтримки близько тисячі татар та 17-и польських корогов розпочало другу облогу Переяслава, обороною якого керував Сомко. Облога тривала понад чотири тижні, Хмельницький «…безперестанно бив з гармат по міським мурам і робив підкопи». Отримавши звістку про підготовку нападу з правого берега, цар наказав воєводі Ромодановському зі слобожанцями направитися до Переяслава і потім скликати «полковників ясаулов, и старших и чернь, и мещан на раду». До воєводи доєднався і Золотаренко з полком. Урешті «хмельниченки» змушені були відступити. Перейшовши у контрнаступ, війська Сомка та Ромодановського в середині липня завдали відчутних поразок полкам Хмельницького й полякам у битві під Каневом та Ржищевом. Однак вже під Бужином козацько-татарські війська Хмельницького завдали значущих втрат лівобережцям й останні були вимушені повернутися. З 40-тисячним татарським військом Юрій розплатився ясиром. Грабування населення та масові взяття у рабство з боку кримців призвело різкого зменшення авторитету правобережного гетьмана через що він через пів року був вимушений зректися булави та постригтися у ченці.
На початку червня воєвода Волконський повідомляв, що «…у Якима Сомка й у всіх полковників хитання великі». А 27 червня (7 липня) 1662 року вже київський воєвода Іван Чаадаєв доповідав, що, за обмовкою писаря наказного гетьмана, останній змовляється з Хмельницьким про об'єднання Гетьманщини за підтримки кримського хана.

### Напередодні Чорної ради
Чим ближче наближалась «чорна рада» (козацька рада за участі рядового козацтва, черні), тим більше він розумів безвихідь ситуації. Справді, конфлікт між Брюховецьким, Сомком і Золотаренком не завершився Козелецькою радою, а тільки пожвавився. Опоненти продовжували зводити одне на одного наклепи. Дії як єпископа Методія, що підтримував то Брюховецького, то Васюту, так і воєводи Ромодановського, з яким зблизився кошовий, непокоїли наказного гетьмана. У своїх листах до царя Сомко скаржився, що на Лівобережжі є три гетьмани, прохав царя звільнити його від гетьманства і дати охоронну грамоту «щоб на нього та на маєток його наступати не сміли та жодних образ не робили», скаржився на Ромодановського і категорично відкидав участь запорозьких козаків в елекційній раді: «Мефодій та Васюта відмовляються від ради відсутністю запорожців; але в нас завжди, за стародавніми правами, гетьманів обирали в містах без запорожців, бо Військо Запорізьке одне, ті що виходять із Запоріжжя повинні по своїх полках розходитися».
Брюховецький звинувачував Сомка у зраді через спілкування останнього з «правобережцями» що було не безґрунтовно, адже окрім чолобитних московському самодержавцю Сомко вступив у перемовини з наступником Юрія Хмельницького, Павлом Тетерею. Під час елекції останнього на Чигиринській раді, що відбулася 1—2 (11—12) січня 1663 року, були присутні представники гетьмана Лівобережжя. Судячи з листувань Тетері та інформації наданої посланцем Сомка, Жилкою, а також свідченнями захопленого тетериного розвідника, Парфентія Прописки, Сомко намагався налагодити стосунки не тільки з Правобережжям. За планом лівобережні полки Якима мали підтримати польсько-правобережне військо і кримці. Методій, підтримуючи кошового отамана, переконував царя, що Хмельницький — племінник Сомка, а Тетеря — чоловік його племінниці, тож як тільки Сомко одержить повноважне гетьманство, то відразу ж зрадить царя на користь своєї сім'ї. Однак змова між гетьманами обох берегів Дніпра, якщо й існувала, не була реалізована.
За таких умов у березні 1663 року царський уряд дав згоду на скликання у червні елекційної ради на Лівобережжі та відправив для її проведення свого представника, окольничого Данила Велико-Гагіна. Водночас Золотаренко, примирився з Сомком та погодився на елекцію останнього. Натомість серед простолюду Брюховецький мав набагато більше підтримки ніж заможні полковники. Так, за свідченням драгунського капітана М. Мостікова, «…чернь в розмовах говорить, що їм милий гетьман Брюховецький, тому що він людина смирна та не горда. А Сомко і полковники люди горді і їм чинять утиски, а самі збагатилися». Враховуючи настрої суспільства та очевидне бажання в Москві бачити гетьманом саме лояльного Брюховецького результати елекції були заздалегідь встановлені.

### Ніжинська чорна рада та страта (1663)
Нарешті, 17 (27) червня 1663 року під Ніжином зібралася Чорна рада, що протривала два дні через бійку між «сомківцями» та прихильниками Брюховецького в перший же день. За свідченням самого Велико-Гагіна, його солдати під командою майора Страсбуха закидали натовп козаків ручними гранатами та завдяки цьому навели порядок. Ці гранати були застосовані саме проти «сомківців», позаяк саме вони були вимушені відступити. Саме втручання московських військ вирішило результат ради. На наступний день гетьманом безперешкодно було обрано Брюховецького. Літописець Григорій Граб'янка писав: «…у ті дні не один заможний чоловік покинув свою домівку і страху ради ховався де міг, а всі інші жителі, по містах і селах перебуваючи між смертю і життям, кожен думав, до чого приведе оця ненаситна жадоба крові та коли цьому лиху настане кінець». Сомко і Золотаренко знайшли притулок у московському таборі, де знаходилися дві доби.
Інших претендентів на гетьманську булаву чекала розправа. 20 (30) червня їх відправили у Ніжин під арешт. У Москві подальша доля Сомка була цілком зрозумілою. Спочатку звідти надійшло розпорядження про опис й арешт майна Сомка і його братчиків: у Переяславі місцевий царський воєвода Василь Волконський наказав заарештувати соратників наказного гетьмана: осавула Пригара та суддю Гладкого, а також дружину Якима, Ірину з дітьми. 8 (18) вересня надійшла грамота на ім'я стольника Кирила Хлопова з наказом «…гетьману Брюховецькому говорити таємним чином, щоб вони Сомка з товаришами судили за військовими правилами, не очікуючи, щоб ту справу до виконання привести відразу…, щоб у Війську Запорозькому ніяких сум'ять не вчинилося».
На суді проти Сомка було висунуто всі звинувачення, що розповсюджував і Брюховецький і Методій останні роки. Головним доказом «зради Сомка» стало зберігання останнім тексту Гадяцького договору, підписаного Виговським 1658 року, що підтверджував шляхетські привілеї Сомків. За вироком суду, наказом Брюховецького і за згодою царя Олексія Михайловича Яким Сомко був засуджений до смертної кари. Страта відбулась у спосіб «рубання мечем» посеред ринку 18 (28) вересня 1663 року у місті Борзна Ніжинського полку. У той же день було страчено Золотаренка та багатьох їхніх сподвижників. Ще більша частина старшини була заслана у Сибір.
Головний удар прийняла старшина двох полків: Переяславського та Ніжинського, які були вотчинами відповідно Сомка та Золотаренка. Старшина, втративши частину своїх провідників, з яких семеро були полковниками, зайняла позицію вичікування. Клан «Хмельницьких — Сомків — Золотаренків» зазнав невиправних втрат. Іван Брюховецький був вбитий через п'ять років, у літописі Граб'янки цей епізод супроводжується короткою мораллю про невідворотність Божої відплати:
|  | …егоже таможде чернь без всякаго пощадіния боєм умертви. Так Бог отмстил на Брюховецкому неповинную кров Сомкову и протчи их… |

## Політична діяльність

### Сподвижники
Основа старшини Сомка почасти була складена з переяславських родин. Деякі обійняли посади за гетьманування Сомка. Так представниками полкової старшини при Сомкові у Переяславі стали:
- Полкові осавули — Семен Гладкий, Іван Воробей та Михайло Пригар.
- Полкові судді — Іван Момот та Онисим Товстяченко.
- Полковий писар — Михайло Бережецький.
- Сотники 1-ї Переяславської полкової сотні — Опанас Захар'ященко та Федір Петрушенко[38].

Встановлено, що членами генеральної старшини Сомка були:
- Генеральний обозний — Дмитро Святуха, який перейшов від Юрія Хмельницького[46].
- Генеральні судді — Іван Дяченко і Семен Голуховський, що під загрозою розстрілу від Хмельницького, «покинувши дружину свою та дітей»[ком. 36], залишив 29 липня (8 серпня) Чигирин і 6 (16) серпня 1661 року прийшов до Якима Сомка у Переяслав[46]. Дещо пізніше суддею став Семен Гладкий[67][46].
- Генеральний писар — Михайло Вуяхевич[68].
  - Військовий писар — Хома Тризна[46].
  - Судовий писар — Богдан Тимошевич[46].

Відомі полковники на стороні Сомка:
- Виступ Сомка проти Юрія Хмельницького на початку підтримали Ніжинський полковник Василь Золотаренко і чернігівський Оникій Силич. Потім вже на Биковому полі Золотаренко почав конкурувати з Сомком за булаву[43], але перед Чорною радою примирився з гетьманом і знов підтримав[60][62].
- Білоцерківський полк — Іван Кравченко[39].
- Канівський полк — Іван Лизогуб[70].
- Київський полк — Семен Третяк[71].
- Кременчуцький полк — Кирило Канівець, Гаврило Дубовик, Кость Гавриленко і наказний полковник Сава Канівець[41].
- Коропський полк — Тихін Гаврилович[72].
- Лубенський полк — Степан Шамлицький.
- Миргородський і гадяцький полки — Павло Животовський[44].
- Остерський полк — наказний полковник Богдан Білик-Смоловик (січень 1662 року)[40].
- Переяславський полк — Семен Гладкий (13 (23) травня 1662 року, колишній полковий осавул при Сомкові, а пізніше — генеральний суддя) й Опанас Щуровський, якого Сомко називав «своїм братом»[38].
- Прилуцький полк — Дмитро Чернявський[42].
- Черкаський полк — Михайло Гамалія[39] і наказний полковник Кость Федоренко (січень 1661 року)[39].

На Козелецькій раді Сомка, окрім згаданого вище Семена Гладкого, також підтримали полковники:
- Зіньківський полк — Василь Шиманський.
- Іркліївський полк — Матяш Папкевич.
- Лубенський полк — Андрій Пирський.
- Миргородський полк — Павло Ілляшенко.
- Прилуцький полк — Федір Терещенко[46].

Багато сподвижників Сомка загинуло у протистоянні з Юрієм Хмельницьким. Так канівського полковника, Івана Лизогуба було страчено Хмельницьким за співпрацю з Сомком. Він разом з суботівським сотником Чигиринського полку, Михайлом Капустою, потрапив у полон до Сомка після чого перейшов на його сторону. Наприкінці 1662 року московський урядник Григорій Ромодановський порадив полковнику Лизогубу поїхати з представниками канівчан, корсунців і черкащан до Хмельницького в Чигирин й умовити його перейти на бік царя. Останній же Лизогуба «велел немилостиво розстреляти». Та сама доля чекала Михайла Гамалію та Івана Кравченка: «старшими до міста Черкаси для оберігання місця та людей… Хмельницький велів вилучати… а вилучавши, до Чигирина велів їх привести, там вони розстріляні без милосердя».
Показовими є відносини царату до старшини, яка підтримувала курс Сомка. Наприклад, якимось чином у полон московитів потрапив колишній канівський полковник Андрій Бутенко і на початку вересня 1662 року Сомко «бив чолом» про його звільнення. Таке ставлення від Москви було не поодиноке. Зокрема, Тиміш Цицюра потрапив у полон до поляків після битви під Чудновом, звідки зміг втекти. 19 (29) березня 1662 року він з'явився у Переяславі, заявивши, що «сидів у Дубнах у в'язниці, і з в'язниці ніби пішов». Після цього його відвезли до в'язниці у Москву, а потім на заслання у Томськ, і звідти не могли визволити його ані Сомко, ані інші впливові діячі. Така ж доля стосувалась і чоловіка сомкової племінниці Степаниди Хмельницької, білоруського полковника Івана Нечая, якого цар звинувачував у зраді. Сомко висловлював готовність переказати в Москву викуп за Нечая, однак це дало результатів. Після Чорної ради серед сподвижників наказного гетьмана було страчено полковників: ніжинського Золотаренка, чернігівського Силича, переяславського Щуровського і секретарів наказного гетьмана Кирила Ширая й А. Семенова. На заслання потрапили: генеральний писар Вуяхевич, полковники: київський Третяк, іркліївський Папкевич, прилуцький Чернявський, а також багато представників старшини Переяславського полку.
Історик і генеалог козацтва Володимир Кривошея відзначав, що опертям Якима Сомка було Військо Запорозьке Городове, а саме козацькі старшинські роди та сім'ї заможних козаків. Зокрема він відзначав наступні: Калющенки, Щуровські, Берли, Гладкі, Лободи, Кульбачки, Кульженки, Барабаші, Бувайли, Бурманки, Горячки, Желєзки, Шуми тощо.

### Клейноди

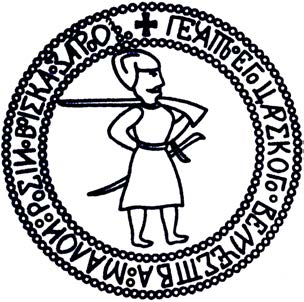
Печатка Сомка

Серед козацьких клейнодів наказного гетьмана Якима Сомка відома печатка, відбитки якої є на документах, що зберігаються в архіві Чернігівської області та Інституті рукопису в Києві. Використання Сомком нової державної печатки почалось з періоду його конфлікту з Хмельницьким і спробами здобути повноважне гетьманство. Уперше було прикладено до документа від 1 (11) квітня 1661 року. Вважається, що ця печатка була виготовлена самочинно не обраним ще гетьманом, тож і не мала повної правової сили.
Зовнішньо печатка майже всім схожа на одну з печаток Богдана Хмельницького. Відмінності спостерігаються лише в незначних деталях. На думку історика та члена Українського геральдичного товариства, Олега Однороженка, це пов'язано з тим, що «в той час як правобережні гетьмани зберігали у себе автентичну печатку Хмельницького разом з іншими клейнодами гетьмана, лівобережній козацькій еліті необхідно було підкреслити легітимність саме лівобережного гетьманства, зокрема, шляхом наближення державної печатки лівобережної частини Війська Запорозького до печатки часів Хмельницького». Печатка кругла, діаметром 37 мм. У полі — козак вліво, на лівому плечі тримає рушницю, при лівому боці шабля. Напис по колу: 
|  | ✙ ПЕЧАТЬ ° ЕГо ЦАРΣКОГₒ ° ВЕЛИЧЕΣТВА ⦂ ⰮАЛОИ ⦂ РₒΣІИ ∘ В°ІΣКА ∘ ЗАПРₒОз ⦂ₒ |

### Відносини з гетьманами та претендентами на булаву
У часи Хмельниччини Яким Сомко був не тільки родичем Богдана Хмельницького, а й сподвижником. Він розділяв політику Богдана-Зиновія, займав кілька посад у рідному Переяславському полку, залучався до вирішення державних справ і виконання дипломатичних місій. Довіра Богдана підтверджується й участю Сомка у посольстві до Москви 1654 року. Це відбулось одразу після Переяславської ради та підписання Березневих статей. Хмельницький намагався переконати царя в необхідності надсилання військ для спільних дій проти поляків.
З настанням Руїни козацтво втратило єдність, що мало за Хмельницького, а політика його наступника, Івана Виговського, не всіх влаштовувала. Спочатку проти гетьмана виступили повстанці підбурювані Москвою на кшталт Пушкаря та Барабаша, потім сформувалася широка козацька опозиція, яка жадала гетьманства Юрася Хмельниченка, врешті-решт проти нього пішли й найближчі соратники. Цей період життя Якима має багато суперечної інформації. На початку гетьманування останнього Сомко його підтримав і взяв участь у придушенні виступу Пушкаря, однак після підписання Гадяцького договору відносини між ними не зовсім зрозумілі. Відомо про те, що Яким став противником гетьмана і, навіть, подароване шляхетство, герб та посада наказного полковника не переманили його на сторону Виговського. Отож Сомко, побоюючись за власне життя через масові репресії гетьмана проти старшини покинув Гетьманщину і вирушив на Донщину. Існує й протилежна версія подій, за якою Яким організував «законспіровану групу старшини», що поставила собі на мету привести до гетьманства Юрія Хмельницького.

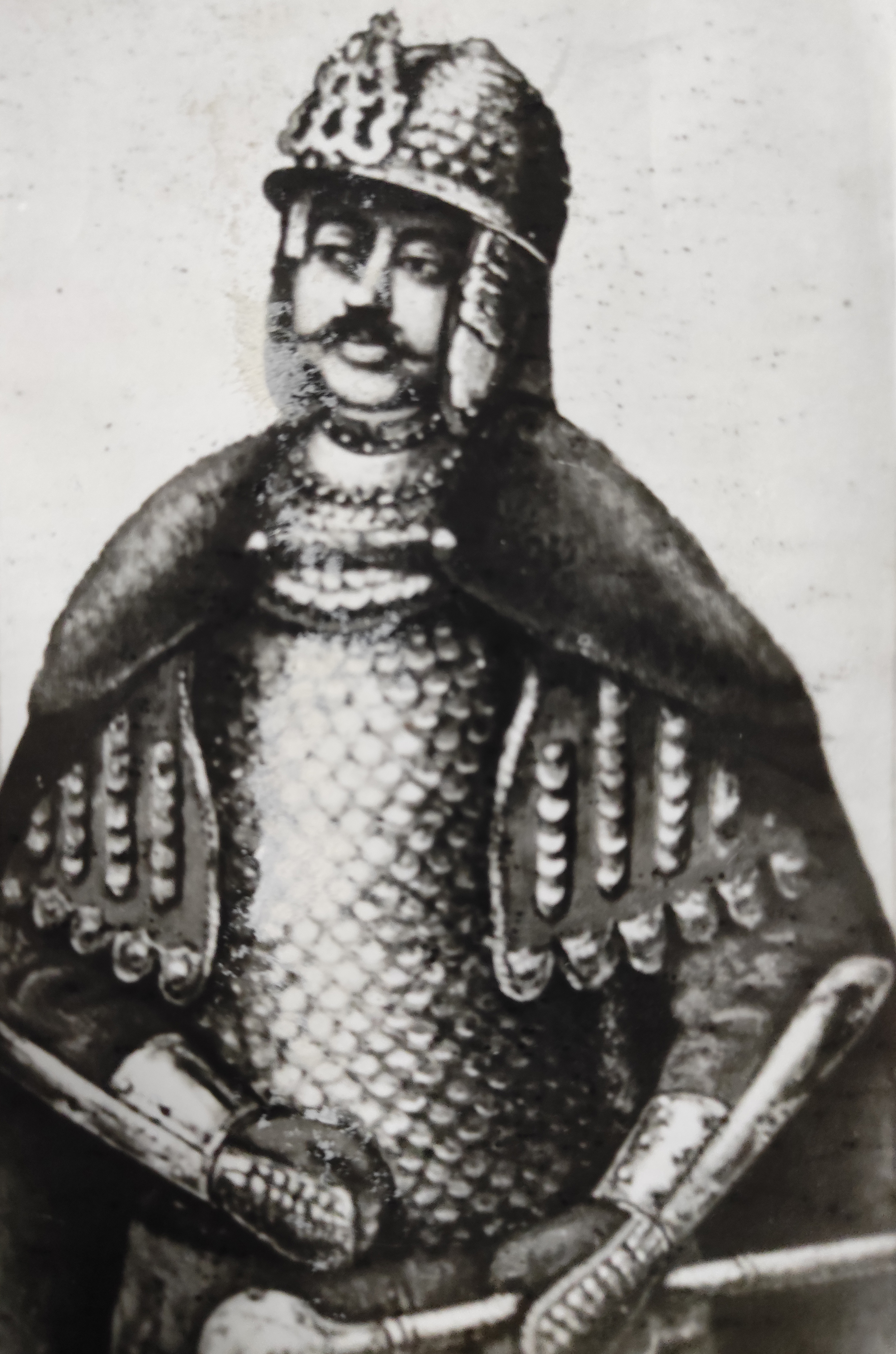
Цицюра

Існує теорія, вперше висловлена істориком Володимиром Борисенком на сторінках історично-літературного журналу «Пам'ять століть», про існування конкуренції поміж Якимом Сомком і переяславським полковником Тимошем Цицюрою. Тиміш Цицюра був одним з полководців козацького війська Виговського під час московсько-козацької війни 1658—1659 років, відзначився у Конотопській битві, а пізніше очолював лівобережні полки у Чуднівській кампанії. Очоливши переяславців у вересні 1658 року після низки страт полкової старшини, вчинених гетьманом Виговським, Цицюра у вересні 1659 року здійняв антигетьманське повстання на Лівобережжі, що стало однією з останніх подій гетьманства Виговського. Після зречення останнього полковник Цицюра став очільником одного з «політичних угрупувань». Розвиваючи думку Борисенка історик Анатолій Іваненко припускає, що суперництво між Сомком і Цицюрою існувало не тільки всередині Переяславського полку, а й доходило до претензій на гетьманську булаву. Позаяк прагнення гетьманства Тимошем широко розповсюджена точка зору в історичній науці. Натомість мотивація Сомка ж восени 1659 року трактується істориками по-різному: починаючи від підтримки небожа Юрася, закінчуючи прагненням особистого гетьманства теорія про яке заснована на записі літописця Величка. Цікаво, що під час візиту до Москви навесні 1660 року Сомко розминувся у кілька днів з Цицюрою, прибувши у компанії з майбутнім єпископом Методієм (на той час протопопом і донедавна — соратником Цицюри). Іваненко вважає, що обидва могли шукати підтримки царя. Навіть якщо й існувала конкуренція, наказний гетьман намагався визволити Тимоша з московського полону через кілька років, але марно. Тиміш Цицюра помер наприкінці 1660-х — на початку 1670-х на засланні в Сибіру.

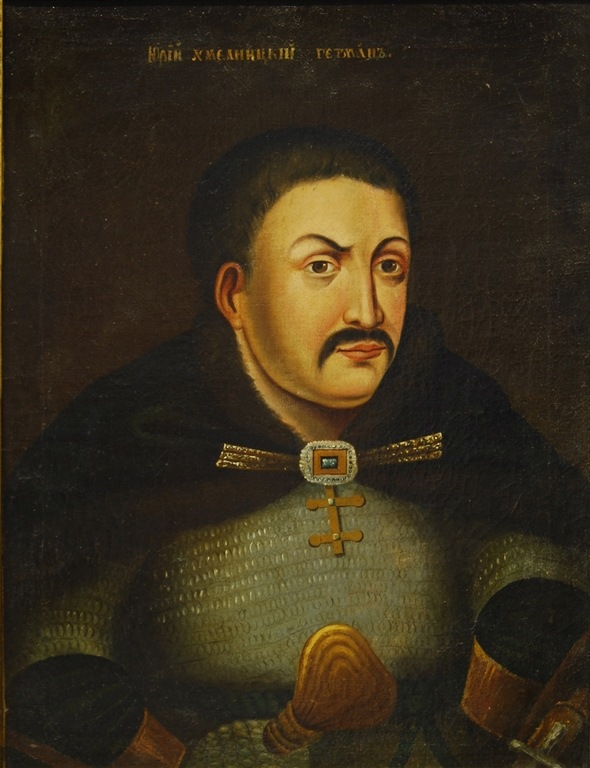
Хмельницький

Після зовнішньополітичної переорієнтації з Москви на Варшаву і підписання Юрієм Хмельницьким Слободищенського (Чуднівського) трактату у 1660 році (що, фактично, був урізаним варіантом Гадяцького договору Виговського) Яким Сомко виступив проти Юрася та підтвердив свою вірність самодержавцю Олексію Михайловичу. Серед істориків досі немає єдиного трактування причин конфлікту зі своїм племінником з боку Сомка, адже дядько, очевидно, мав на Юрася великий вплив ще в часи Жердівської ради, коли прибув на раду з 20-тисячним козацьким військом. Останнє сприяло перебуванню при владі, а саме отриманню наказного гетьманства. Почасти причиною конфлікту вважається честолюбство Сомка, його амбіційне прагнення досягнути повноважного гетьманства, й, як прихильник міцної гетьманської влади він намагався усунути «слабовольного» небожа. З деякими відмінностями таку думку висловлювали історики Володимир Газін, Анатолій Іваненко, Валерій Смолій, Валерій Степанков, а також літописець Величко, що писав: «…намовляв і радив … маючи надію, що … не омине гетьманський гонор самого його, Сомка … учинивши раду щодо обрання гетьмана, оминули тим урядом Сомка, а дали одностайні свої голоси за Юрася Хмельниченка … Це вибрання … було, либонь, Сомкові не до смаку, однак важко було суперечити й не допустити тієї військової ухвали, тож він мусив із жалем у серці погодитися на цей людський голос і мати до часу собі за гетьмана Хмельниченка». Серед причин конфлікту також відзначають: невдоволення лівобережців поверненням у Річ Посполиту (Смолій і Степанков), внутрішню боротьбу всередині «Клану Хмельницьких» (Володимир Кривошея), жорстку й активну політику Московії (Газін й Іваненко). Попри конфронтацію, відомо також про таємні перемовини між Юрієм і Якимом у 1661—1662 роках. Якщо довіряти повідомленню воєводи Івана Чаадаєва, то суть перемовин полягала в об'єднанні Гетьманщини під «єдиною булавою» за підтримки Криму. На думку історика Володимира Газіна ці зустрічі справили значний вплив на політичні погляди Сомка.
Разом з Сомком, восени 1660 року, проти Хмельницького-молодшого виступив і ніжинський полковник Василь (Васюта) Золотаренко. Він, як і Яким, був шваґром Хмельницького-старшого. Однак і сам Василь вважав себе гідним гетьманської булави зважаючи на свої військові заслуги. Заручившись підтримкою Методія, він зводив наклепи на Якима перед царем, буцімто той «невірно і несумлінно служить його величності». Крім того, Васюта сподівався на підтримку від запорожців, які, приймаючи від нього подарунки, обіцяли підтримку. Саме конкуренція з ніжинським полковником призвела до того, що на козацькій раді на Биковому полі у травні 1661 року Якима не було обрано гетьманом. У відкриту опозицію до Сомка Золотаренко перейшов під час Козелецької ради у квітні 1662 року. Сподвижники Якима писали: «Васюта обіцяв йти до нас у військо, але коли єпископ Мефодій до Ніжина приїхав, то Васюта обіцянку свою і присягу скасував, на службу й. ц. в. йти не хоче, нам усім сумнів, а ворогам потіху зробив; нашу вірну службу принижує, самовільно не кориться владі військовій, упертістю будинку живе, тільки скарбницю збирає та стереже, а кордонів не обороняє». Хоча, зрештою, він і підписав акт обрання гетьманом Якима у Козельці. Напередодні Чорної ради, Васюта, розуміючи безперспективність подальшої боротьби, примирився з Сомком та погодився на елекцію останнього.

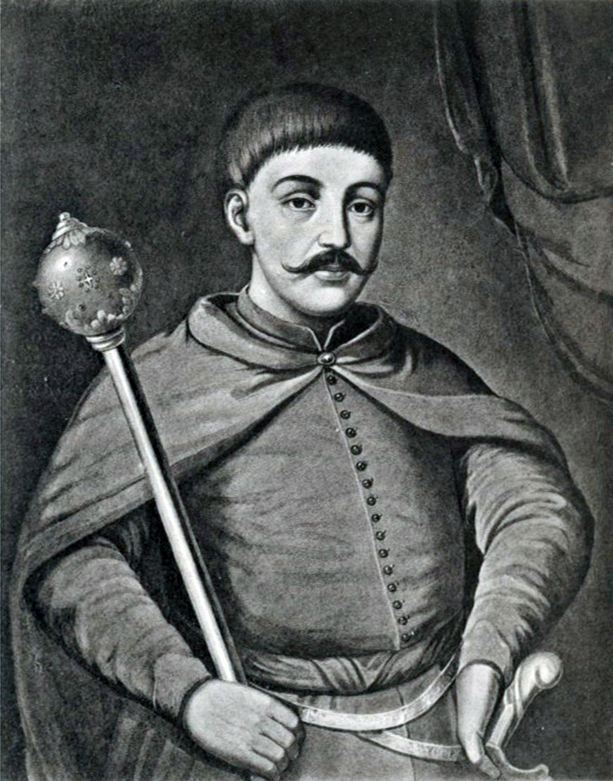
Брюховецький

Водночас Яким Сомко був палким супротивником Івана Брюховецького. 1661 року на Січі останнього було обрано «кошовим гетьманом». У перші роки Руїни він виконував дипломатичні доручення у Семигороді та Польщі, а потім вже поїхав на Запорожжя, виступаючи проти Виговського. Після обрання він відразу ж поїхав у Москву на аудієнцію до Олексія Михайловича, а по поверненню в Україну Івану вдалось встановити тісні контакти з місцевими царськими воєводами (зокрема, Ромодановським) та схилити на свій бік Методія. Брюховецький яскраво виділявся серед лівобережних претендентів на гетьманство Золотаренка та Сомка, які були типовими представниками «заможної старшини». Він був проти зміцнення влади гетьмана та старшини, виступав за розширення прав міського самоврядування, а також посилення влади московських урядовців на теренах України, розширення царського контингенту та, загалом, скасування гетьманату, як державного інституту, замінивши його царським намісником. Проти своїх конкурентів Брюховецький відразу ж почав зводити наклепи. Золотаренка він звинувачував у любові до грошей та наявності шляхетства, але основним об'єктом «передвиборчих нападів» став Сомко. У відповідь Золотаренко з Сомком звинувачували Брюховецького в тому, що той має «ляське» походження плекаючи таким чином антипольські настрої після Хмельниччини. Напередодні Чорної ради зусилля кошового дали позитивні результати як серед черні, так і серед московських урядовців. У Москві вважали саме «Ивашку» найкращим претендентом та спрямували свої зусилля на моральну, матеріальну та військову підтримку.

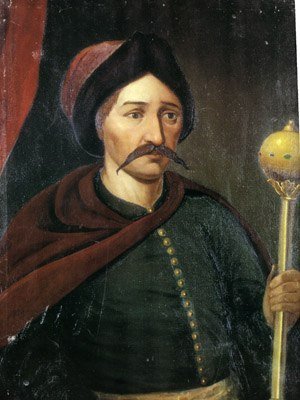
Павло Тетеря

Відомо, що під час елекції Павла «Тетері» Мошковського на раді були присутні представники Сомка. Павло та Яким були знайомі з часів Богдана, позаяк Тетеря очолював Переяславський полк, в якому Сомко був сотником саме в цей час. Незадовго до здобуття гетьманства Тетеря одружився з сомковою племінницею Оленою Хмельницькою, вдовою Данила Виговського, якого московити неймовірно жахливим чином замордували у полоні. 27 січня (16 лютого) 1663 року з Правобережжя повернувся сомковий посланець Жилка з листами від новообраного правобережного гетьмана. У відповідь на запити царських воєвод про зміст листування Сомко заявив, що на заклики Тетері розірвати з Москвою він відповів рішучою відмовою, наголосивши на своїй вірності царю, а самого Павла схиляти під царську руку немає сенсу, бо той — королем обласканий, зроблений секретарем королівським, стольником полоцьким й отримав від польського керівництва великі маєтки. Хоча, за словами Жилки, між Сомком і Тетерею намітилося порозуміння. Мошковський у листі до короля Яна II Казимира того ж, лютого, місяця повідомляв, що «Сомко готовий схилитися, якщо будуть гарантії Вашої милості», а до хана Мехмеда IV Ґерая писав, що «…і Сомко, і інші схиляються на наш бік і чекають лише прибуття Вашої ханської милості». Інформація про таємні перемовини між правобережним і лівобережним гетьманами надходила у Москву й від Брюховецького. 11 (22) квітня він писав до воєводи Ромодановського, що Сомко й Тетеря таємно змовляються розпочати війну проти царя і що Тетеря татар закликає, а Сомко царських людей грабує. Подібні свідчення дав і, схоплений у квітні у Гадячі, Тетерин розвідник Парфентій Прописко, який підтвердив, що 12 (23) квітня Сомко направив до Тетері листа, в якому було написано, щоб той «…військо своє зібрав та до ляхів відписав, щоб до нього, Тетері, прислав хан з Криму багатьох людей татар … а як Тетеря військо своє збере та з Криму орда і ляхи прийдуть і він би Тетеря з тим своїм військом і з татари, і ляхи йшов на цей бік Дніпра, а він би Сомко з військом своїм на допомогу до нього буде, воювати великого государя черкаські та окраїнні міста». Проте, існують також дані про зв'язки не тільки з Тетерею, а й з паволоцьким полковником, Іваном Поповичем, що знаний як очільник Паволоцького повстання проти «пропольської» політики правобережного гетьмана саме в той час, коли відбувалась Чорна рада.
Плани виступу проти Московії, якщо й існували, не були реалізовані. Історик Володимир Газін вважає, що в цьому проявились непослідовність й нерішучість наказного гетьмана. Трагізм ситуації полягав у тому, що в разі союзу з Правобережжям Яким втратив би усі надії на власне повноважне гетьманство. Гетьмани тих часів, і Сомко, і Тетеря, і, пізніше, Брюховецький, прагнучи об'єднання держави так і не змогли порозумітися між собою і врешті-решт у цій боротьбі кожен з них загинув.

### Відносини з низовим козацтвом
Після призначення Сомка наказним гетьманом в нього почалось протистояння запорожцями. Загалом, за оцінкою українського історика Дмитра Дорошенка, діяльність Війська Запорозького Низового, часто була не на користь єдності та державності України. Воно часто було своєрідним «центром деструктивної політики». Прикладом цього є підтримка запорожцями чи Золотаренка, чи Брюховецького замість Сомка. На думку історика Володимира Кривошеї, запорозькі козаки з різних причин протистояли Сомку та Виговському. Однією з причин цьому було те, що вони взяли активну участь у приведенні до влади Юрія Хмельницького, а після підписання Слободищенського (Чуднівського) трактату, що переорієнтував Хмельницького з Московії на Річ Посполиту, запорожці не змінили своєї думки. Якщо виступ Пушкаря кваліфікувався січовиками як «справедливий» проти «незаконного гетьмана» (Виговського), то виступ Сомка проти Юрія Хмельницького в їх очах виглядав як «бунт» проти «законного гетьмана».

Іван Сірко

Окрім того, «кошовим гетьманом» Брюховецьким Сомко трактувався як «зрадник» (стосовно Московського царства). У листі Методію наступне: «пуще цигана всіх людей морочить, а він і є головний зрадник, на викриття лист посилаю до вашої святині». Ту ж думку він висловлював під час зустрічі зі стольником Федором Ладиженським: «…а коли Я. Сомко гетьманство обійме, тоді ж від Великого Государя відійде до ляхів». Про «зраду» також писав й очільник Коша, Іван Сірко. Легендарний отаман, бувши опозиціонером до Виговського та противником Переяславських статей, підписаних Хмельницьким-молодшим, був лояльним до Якима. Однак навесні 1662 року легендарний отаман різко змінив своє ставлення до нього в гіршу сторону. Так, у відповідь на спробу наказного гетьмана заручитися його підтримкою, Сірко 20 (30) березня 1662 року в різкій формі заявив йому, щоб той більше не писав: «Кинь мудрувати лукаво і зрада твоя уже явна всьому Війську Запорозькому». Власне, через це більшість низового козацтва між представниками городового козацтва, Сомком і Золотаренком, з однієї сторони та низовим ватажком Брюховецьким з іншої, обрали останнього.
Для придушення опозиції січовиків та, загалом, об'єднання Української козацької держави, на думку наказного гетьмана, необхідно було надіслати близько 20 тис. війська в основні правобережні міста: Чигирин, Корсунь, Умань, Канів, Білу Церкву та Брацлав, що мало б змусити польський уряд піти на укладення миру. Для протидії Кримському ханству він пропонував на Запорожжі побудувати містечка і послати туди 10 тис. московського війська з гарматами для оборони від татар. Таким чином зменшився б вплив Коша на Півдні, а отже й низова опозиція на кшталт Барабаша, Сірка чи Брюховецького не мала б такого впливу на усю Гетьманщину.

### Відносини з духовенством
Відносини між Якимом Сомком та єпископом Мстиславським й Оршанським Методієм зіграли важливу роль у житті наказного гетьмана. Методій (в миру — Максим Филимонович) був ніжинським протопопом поки 1661 року не був висвячений в єпископи та призначений місцеблюстителем Київської митрополії представником Московської патріархії митрополитом Питиримом. Висвячення в єпископи та призначення місцеблюстителем відбулось в порушення процедури, за що патріарх Никон наклав на Питирима анатему пізніше. Роль Методія у політичних процесах Української козацької держави значно збільшилася після призначення єпископом навесні 1661 року, якраз напередодні козацької ради на Биковому полі. Особливо негативну роль Методія демонструє конфлікт між Золотаренком і Сомком. Єпископ удавав, що підтримує і першого і другого, хоч насправді робив все щоб їх нацькувати одне на одного, а також пишучи на них доноси у Москву. 27 березня (8 квітня) 1662 року, напередодні ради у Козельці, Филимонович надіслав чолобитну царю, просячи призначити елекцію повноважного гетьмана та наполягав на участі Брюховецького. Натомість Сомко перед Чорною радою, робив все, щоб Методій не взяв участі у раді бо «…від віку не було, щоб єпископу гетьмана обирати».
І водночас не можна сказати, що Сомко не мав прибічників серед духовенства. На противагу Методію Якима підтримували ігумени Києво-Печерської лаври, Інокентій Ґізель, та Києво-Братського монастиря, Йоаникій Ґалятовський. У своїх універсалах гетьман жалував землі монастирям. Зокрема Ладанському — млин неподалік Варви, а Мгарському — два млини у Городищі (нині селище Градизьк).

### Відносини з Московським царством

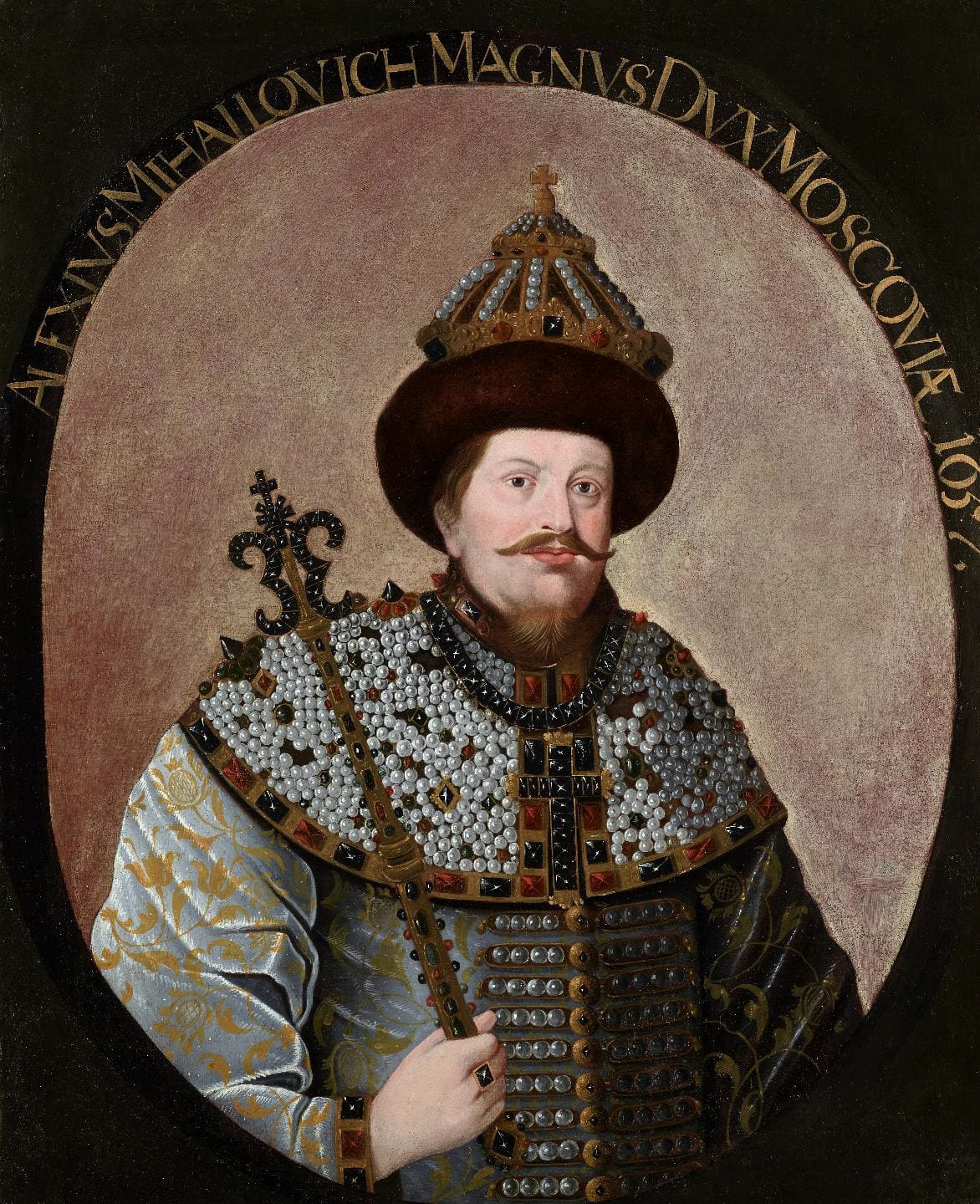
Московський цар Олексій Михайлович
(Ймовірно, портрет 1657 року)

Сомко не був вельми шанованим у Москві та викликав підозри щодо своєї відданості. Це яскраво проявилося ще з ради на Биковому полі 1661 року, коли суперництво Якима Сомка та Василя Золотаренка за гетьманську булаву не сподобалося московитам. Царські урядовці тішилися надією, що в московське підданство, зрештою, перейде і Юрій Хмельницький, за яким лишилося б гетьманство, про що Яким отримав спеціальне доручення: спробувати переконати Хмельницького відступитися від поляків і знову присягнути царю. Історик Володимир Газін вважає, що була іще одна причина, чому царат не влаштовували фігури ані Сомка, ані Золотаренка: «І один, і другий були представниками старої козацької еліти, що формувалася ще Б.Хмельницьким. І якими б сильними не були у них корисливі інтереси, як би вони не клялися у вірності царю, все ж час від часу в їхніх діях проявлялися незалежність поглядів і бажання встановити в Україні владу, яка б якомога менше залежала від Москви.» Схожої думки про «присягання царю» дотримується дослідник проблем політичної свідомості, культури та історії України XVII—XVIII століть, Олексій Струкевич. На його думку, під «службою» гетьмани XVII—XVIII століть мали на увазі: опікуватися інтересами України, захищати українську землю, а заодно, територію й державу протектора. Струкевич у своїй публікації ставить в один ряд і службу Мазепи, і слова Хмельницького-старшого царському послу у 1654 році, так само, і слова Сомка в листі до полтавців із закликом припинити заколот: «воювати з неприятелями царя означає ні що інше, як обороняти самих себе».
Недовіра у Москві підживлювалася листами різних служивих людей. 16 (26) липня 1661 року у відписці до царя воєвода Григорій Куракін писав, що наказний гетьман хоче вчинити з царськими людьми те саме, що зробили з
Василем Шереметєвим після капітуляції під Чудновом (тобто взяти в полон і віддати у рабство кримському хану). Про «ненадійність» Сомка перед першою облогою Переяслава повідомляв переяславський воєвода Василь Волконський. Урядовці писали про бездіяльність та підозрілі дії з боку гетьмана під час облоги: «…під час облоги пив і промислу від нього ніякого не було… кого з татар козаки візьмуть, він від нас беріг і всякі відомості приховував», а стольник Іван Пєсков запевняв, що якби на той час не підійшло поповнення московських військ, то Яким зрадив би та здав би Переяслав Юрасеві Хмельниченку, бо між ними велися таємні перемовини. Про такі ж перемовини повідомляли 1662 року воєводи переяславський Волконський і київський Іван Чаадаєв.
Не менше турбувала московських урядовців і критика з боку Сомка, переможних для Москви, Переяславських статей. У розмові зі стольником Федором Ладиженським Яким казав: «…в Юрасевих пунктах поганого що написано, — гетьману не вільно за провини карати горлом, — це потрібно відмінити». Така позиція Якима була спрямована на встановлення сильної гетьманської влади з незалежним від Московського царства судом. Це дозволило б розв'язати питання з опозицією: Брюховецьким, Методієм і Золотаренком (на кшталт того як Богдан Хмельницький придушував повстання у свої часи). Навіть запропонований компромісний варіант («право гетьмана чинити суд у присутності представника московського уряду») не міг влаштувати московське керівництво, котре, користуючись «Руїною», посилювало свою владу на Україну.
Розуміючи, що «арбітром» боротьби за повноважне гетьманство, є Москва, Яким намагався схилити царський уряд на свою сторону не тільки військовими успіхами під своїм проводом. Протягом 1661—1662 років наказний гетьман систематично споряджав туди посольства. Він намагався продемонструвати свою вірність (направляв до Москви полонених татар та поляків як доказ його старанності), а також спростовував наклепи суперників чи скаржився на поведінку московських військ. Зокрема, писав, що у Переяславі, Кременчуку та інших містах людям «утиски й різні кривди чинять». Він наголошував, що вони доходять до вбивств українських жителів, і що «…жити разом з ними немає ніякої можливості». Нарікання з його боку викликали не тільки військові, а й конкретні урядники. Наказний гетьман вимагав, щоб воєвода Григорій Ромодановський «…без відома гетьмана від себе воєвод в міста не надсилав, що від цього людям є велике обтяження». Окрім критики Переяславських статей і воєвод, що й так дошкуляло царату, Сомко ще й вів жорстку господарську антимосковську політику. Зокрема, він відмовився поширити на Лівобережжі знецінені мідні полтиники, через які у Москві відбувся так званий «Мідний бунт».
1662 року цар Олексій Михайлович не визнав результатів Козелецької елекційної ради, бо Яким «…не чекаючи, проти чолобиття свого від нас… …смів наважитися учинитися гетьманом…». Через рік, вже на Чорній раді, за допомоги московитів Сомка було заарештовано, а потім засуджено за зраду і страчено.

## Родина та особисте життя

### Походження й особистість
Про перші роки життя Якима Сомка та, загалом, період до Руїни (тобто до 1657 року) мало що відомо. У першу чергу це пов'язано з тим, що особа Сомка, на відміну від багатьох інших українських гетьманів, недостатньо вивчена. Ба більше, в різних джерелах існують різні варіації прізвища гетьмана, наприклад: «Сомченко», «Самко» чи «Самкович». Іноді, навіть, помилково вживається ім'я «Яків». Власне, в документах XVII століття Яким Сомко записаний різним чином:
- староукраїнською (руською) мовою: Яким , Іоаким ,  Іоаким, Іоакымъ[96];
- староросійською мовою[ком. 51] (напівім'я[ru]): Иякимка [ком. 52][96];
- церковнослов'янською мовою: Ꙗким , Іѡаким [ком. 53];
- польською мовою: Iakim Samczenko[19][20].

Дата народження Сомка точно не відома і викликає дискусії серед істориків. Вважається, що на момент своєї смерті (1663 року) він ще був достатньо молодою людиною 40—50 років, якщо взяти до уваги описи в козацьких літописах його краси та статури. Історик Тарас Чухліб наводить 1610 рік. Володимир Газін, що спробував окреслити біографію Сомка, наводить період між 1615 та 1620 роками, коли той міг народитися.
Іноді місцем народження Якима вказується місто Переяслав, хоча це не підтверджено. Вважається, що Сомки були переяславською міщанською або купецькою родиною. Водночас на думку історика В'ячеслава Липинського, він належав до «старинних» козаків. Це підтверджується і дослідженнями Володимира Кривошеї. Спираючись на поминальний ряд синодики Якима, встановлено, що його батька звали Семен і існує припущення, що це був Семен Сом, посол до Московії у 1620-х роках. У вересні 1618 року до московського полону потрапив Федько Сом (можливо дід чи дядько Якима), а тітка Якима невідомого імені була дружиною відомого гетьмана реєстрових козаків, Каленика Андрійовича
Зовнішність Якима Сомка особисті риси наказного гетьмана не дійшли до нашого часу. Ба більше, навіть післясмертних портретів цього гетьмана, на відміну від інших, було намальовано вкрай мало. Відомий невеликий олійний портрет невідомого художника XVIII або копія початку XIX століття. Портрет має яскраві ознаки «сарматського» та моди XVIII століття. Зокрема довгу чорну чуприну та вуса, що притаманні моді сарматизму у Речі Посполитій, а також асоціюється з українським фольклорним образом козака Мамая. Серед інших деталей картини варто відзначити типове вбрання козацької старшини середини XVIII століття — червоний жупан з кармазину, що підкреслює його як представника городового козацтва («кармазинників»). Відомо, що існує портрет Сомка роботи видатного українського графіка Амвросія Ждахи зробленого ним 1899 року. Однак всі ці зображення є уявленнями конкретних художників і не відображають справжніх рис обличчя Якима. Єдина характеристика зовнішності Якима міститься в літописі Граб'янки (також написаний після смерті Сомка). Він характеризував Сомка: «…рослим, вродливим і краси надзвичайної…».

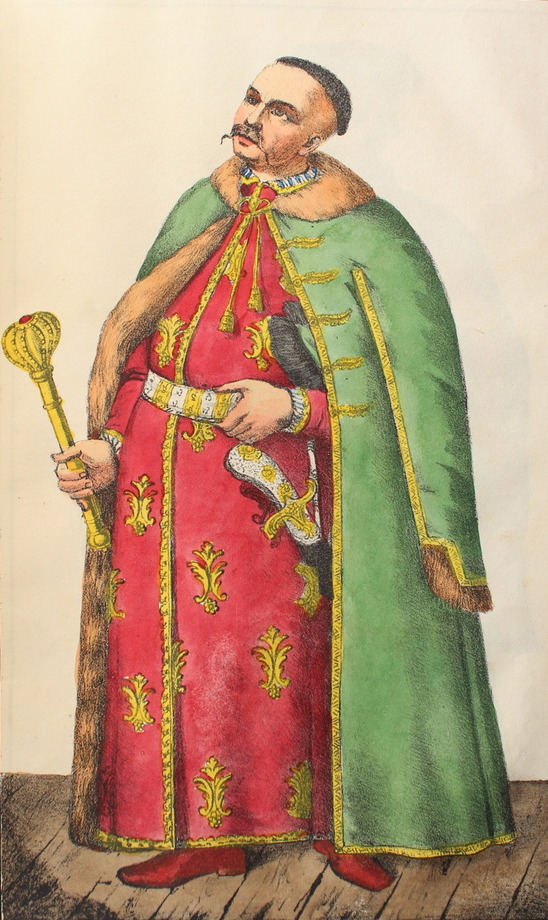
Полковник
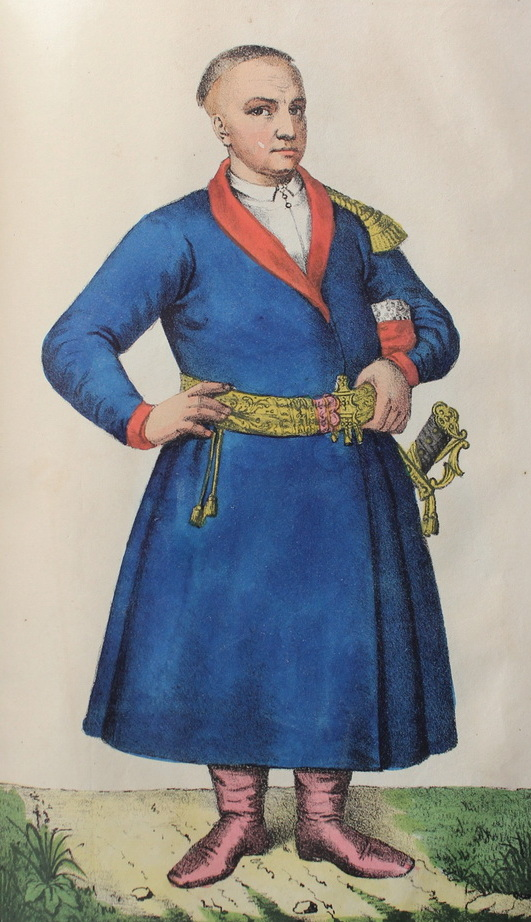
Сотник
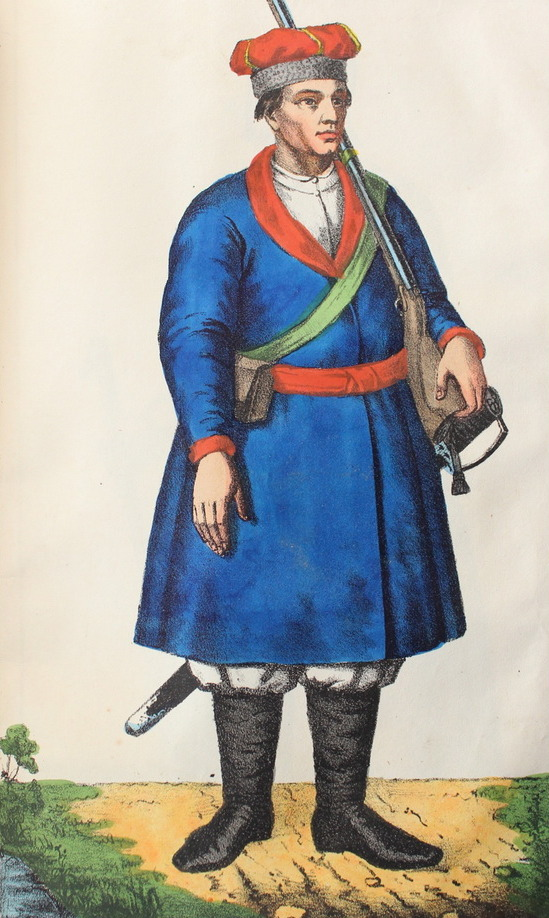
Рядовий козак
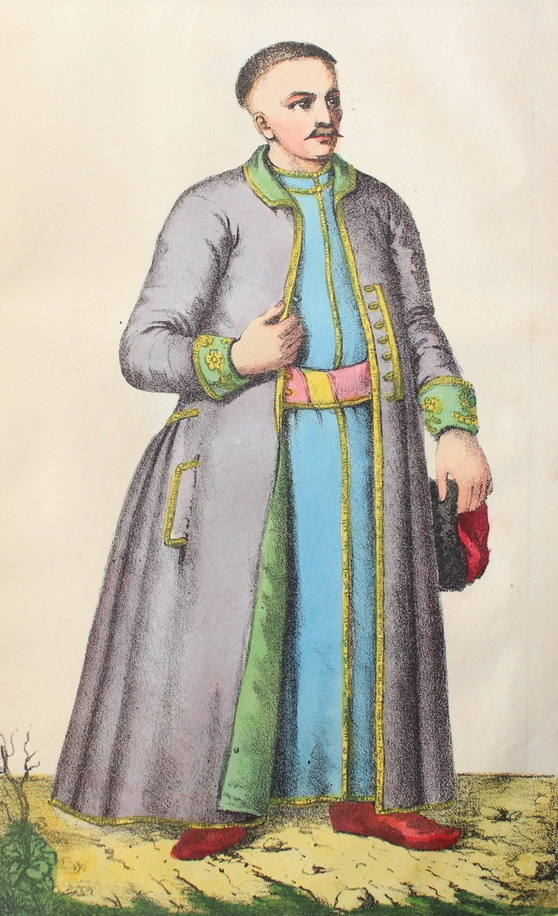
Міщанин

Що ж стосується характеру наказного гетьмана, то можна виділити характеристики сучасників Якима та літописців з однієї сторони й істориків з іншої. Ймовірний автор літопису Самовидця, Роман Ракушка-Романовський, був особисто знайомий з гетьманом. Характерними ознаками, які він відзначав, є самовпевненість і гордість, підкреслені записом про Чорну раду: «…і Сомко не зволився: і сам і всі козаки, що при ньому були, як люди достойні, на конях добрих, шатно і при оружжю, як до війни…». Ще однією характеристикою можна вважати упертість Сомка, яку відзначив ще один учасник Чорної ради, шотландський найманець Патрік Ґордон. Адже, згідно з записами в його щоденнику, Яким відмовився роззброюватися на час елекції. Серед сучасних істориків поширеною характеристикою гетьмана є «честолюбство» та «владні амбіції». Російська дослідниця Тетяна Таїрова-Яковлева відзначає таку рису, як «вміння сваритися з людьми». Зокрема це стосується стосунків з єпископом Методієм, полковником Золотаренком, московськими воєводами тощо. Його важкий характер підкреслювали польські дипломати. Наприклад, Станіслав Беневський писав: «…ця людина божевільна, і ніхто з нею не зв'язується, і зв'язуватися не буде…».

### Родина
- Семен Сом — батько Якима, посол до Московії у 1620-х роках.
- Ірина Семенівна (дошлюбне прізвище невідоме) — дружина Якима. Діти Якима та Ірини:
Галина Сомко (нар. бл. 1644) — донька Якима, одружилась з Данилом Коропом.
Василь Сомко (нар. бл. 1647) — син Якима, згаданий у листі переяславського полковника Леонтія Полуботка.
Параскева (Параска) Сомко (нар. бл. 1656) — донька Якима, одружилась з вороньківським сотником у 1676—1682 роках, Іваном Берло.
- Сава Сомченко — брат Якима, згаданий у 1648 році, як сотник і 1651 року, як шваґер Хмельницького.
- Ганна (Гафія) Сомко — сестра Якима, перша дружина Богдана Хмельницького (з бл. 1623 року)[7].

Найближчі представники сім'ї Якима Сомка і загалом Сомки є частиною так званого «клану Хмельницьких». Через свою сестру, Ганну, Яким Сомко перебував у кровних чи свояцьких зв'язках з багатьма представниками козацької старшини та насамперед з гетьманами. Окрім, власне, свого шваґра Богдана і племінника Юрія Хмельницьких, слід відзначити також гетьмана реєстрових козаків Каленика Андрійовича, що був чоловіком тітки Якима по батьку. А також одна з племінниць Якима, Олена Хмельницька, мала шлюб спочатку з Данилом Виговським (рідним братом гетьмана Івана Виговського), а після його смерті стала дружиною майбутнього правобережного гетьмана Павла Тетерю.
Серед визначних представників старшини, з якими Яким був у свояцтві: білоруський полковник Іван Нечай (чоловік племінниці Сомка, Степаниди Хмельницької), що відзначився під час облоги Старого Бихова 1659 року під час московсько-козацької війни, а також брати Іван та Василь Золотаренки (рідні брати третьої дружини Богдана, Ганни). Й Іван й Василь були ніжинськими полковниками. Перший відзначився як наказний гетьман Сіверський і загинув під час Білоруської кампанії Богдана Хмельницького, а другий — у часи Руїни був серед найближчих сподвижників Сомка (і водночас конкурентів у 1661—1663 роках). З Золотаренками Яким, ймовірно, був не тільки у свояцтві. За даними Юрія Мицика, під час гетьманування Сомка останньому допомагав брат, Василь Титаренко, котрий водночас був братом мачухи Юрія Хмельницького. Отож, можливо, що Ганна (Гафія) і Яким Сомки з однієї сторони та Ганна, Іван і Василь Золотаренки з іншої — двоюрідні брати та сестри. У такому разі, Яким ще й був свояком майбутнього гетьмана Петра Дорошенка оскільки першим чоловіком Ганни Золотаренко був Яким Тарасенко, рідний дядько Петра по матері.

### Соціальне та матеріальне положення
Їж отдал до скарбу нашого войскового Яким Сомкович, товариш наш, сумму певную за вси грунти панские, так воронковские, яко й рогозовские, за которыми нивами сумму отобравши, ониї в посесію і в вечное уживанье поимененому Якимови надаем
Усі дослідники відзначають заможне становище родини Якима. Один із засновників української державницької історіографії, В'ячеслав Липинський, називав Якима «багатющим козаком». Очевидно, це дало йому змогу здобути гарну освіту. Яким Сомко був великим землевласником Переяславського полку.
Він володів селом Дем'янці Першої полкової Переяславської сотні. У червні 1655 році отримав від Богдана Хмельницького слободу у містечку Воронькові та землі у Рогозові, що входили до складу Вороньківської сотні.
21. Маючи у справі лицарській рекомендованого Іакіма Самченка з війська Запорозького, його до титулу і привілеїв шляхетських припускаємо, y привілей на нобілітацію та довічну власність Березані йому даної, апробуємо.

Nobilitacja Iakima Samczenka
21. Maiąc w dziele rycerskim zaleconego Iakima Samczenka z woyska Zaporoskiego, onego do tytułu y prerogatywy szlacheckiey przypuszczamy, y przywiley tak na nobilitacyą, iako na dożywocie Bereżany onemu dany, approbuiemy.

За гетьманства Виговського Яким Сомко здобув шляхетство. 8 (18) квітня 1659 року за умовами Гадяцького договору, під час процесу ратифікації на сеймі, як і велику частину старшини, Сомка було нобілітовано. Він мав отримати шляхетські привілеї, а також у вічну власність йому було пожалуване сотенне містечко Березань Переяславського полку. Окрім того, є відомості про герб Сомка: «рука, що тримає оголений меч, і на верху шолом».
Значення так званих «золотих вольностей» шляхти було настільки великим у Речі Посполитій, що надання привілеїв вважалися найвищою нагородою для будь-якого воїна. Старшини часто забезпечували себе шляхетством, вбачаючи в цьому захист. При цьому від рядового козацтва та черні старшина приховували наявність привілеїв, а спадкоємці старшини часто приховували козацькі подвиги від шляхти. Нобілітація супроводжувалася пожалуванням королівщини (державних земель), що часто була номінальною, адже Корона де-факто не контролювала ці володіння. Власне, так сталося й у випадку Сомка.

## Оцінки

### Літописи
Козацькі літописці, що писали свої історико-літературні твори трохи пізніше життя Якима Сомка (здебільшого, починаючи з XVIII століття), загалом позитивно його описували. Так Григорій Граб'янка у своєму літописі характеризував наказного гетьмана: «А Сомко ж був воїном відважним і сміливим, рослим, вродливим і краси надзвичайної…». Описуючи картину страти, Граб'янка стверджував, що коли кат-татарчук підійшов з оголеним мечем і:

| …подивився на нього і з подивом та жалем у голосі запитав: „Невже і цього рубати треба?“ І околи почув у відповідь, що цей також має померти, вигукнув: „О нерозумні й немилосердні голови! Та цього чоловіка Господь створив на подив людям… ви ж, тупоголові, і його не жалієте, смерті віддаєте!“ |
| |

Разом з тим літописець проводить паралель між Сомком та паволоцьким полковником Іваном Поповичем. Граб'янка писав:

| Воістину, коли б ці два дружніх чоловіки — Попович та Сомко — ще трошки пожили, то вони перевершили б діяння старого Хмельницького, бо, невтомно займаючися військовою справою, вони не лише ляхів, що спрагли панування на Україні, а і татар, котрі під личиною братерства брали людей у ясир, безжально били, так розбивали, що ті не могли отямитися |
| |

Серед наративних історичних джерел, з точки зору біографії та особи Якима Сомка, виділяється літопис Самійла Величка. На відміну від інших, Величко описав багато фактів з біографії Сомка, які насправді не відповідають дійсності.

### Історичний ревізіонізм у біографії Якима Сомка
Прилуцький полковник
У IV розділі 5-ї частини першого тому Величко писав: «…за наказом прилуцького полковника Сомка порубав панам голови.» Теза про полковництво Якима 1652 року у Прилуках іноді трапляється у довідникових джерелах, однак інші підтвердження, крім слів Величка відсутні, немає змоги перевірити й звістку про погром поляків про яку писав літописець. До того ж впродовж всього життя Сомко прямо не був пов'язаний з Прилуцьким полком.
Розгром Виговського під Хмільником та здача Лівобережжя московитам

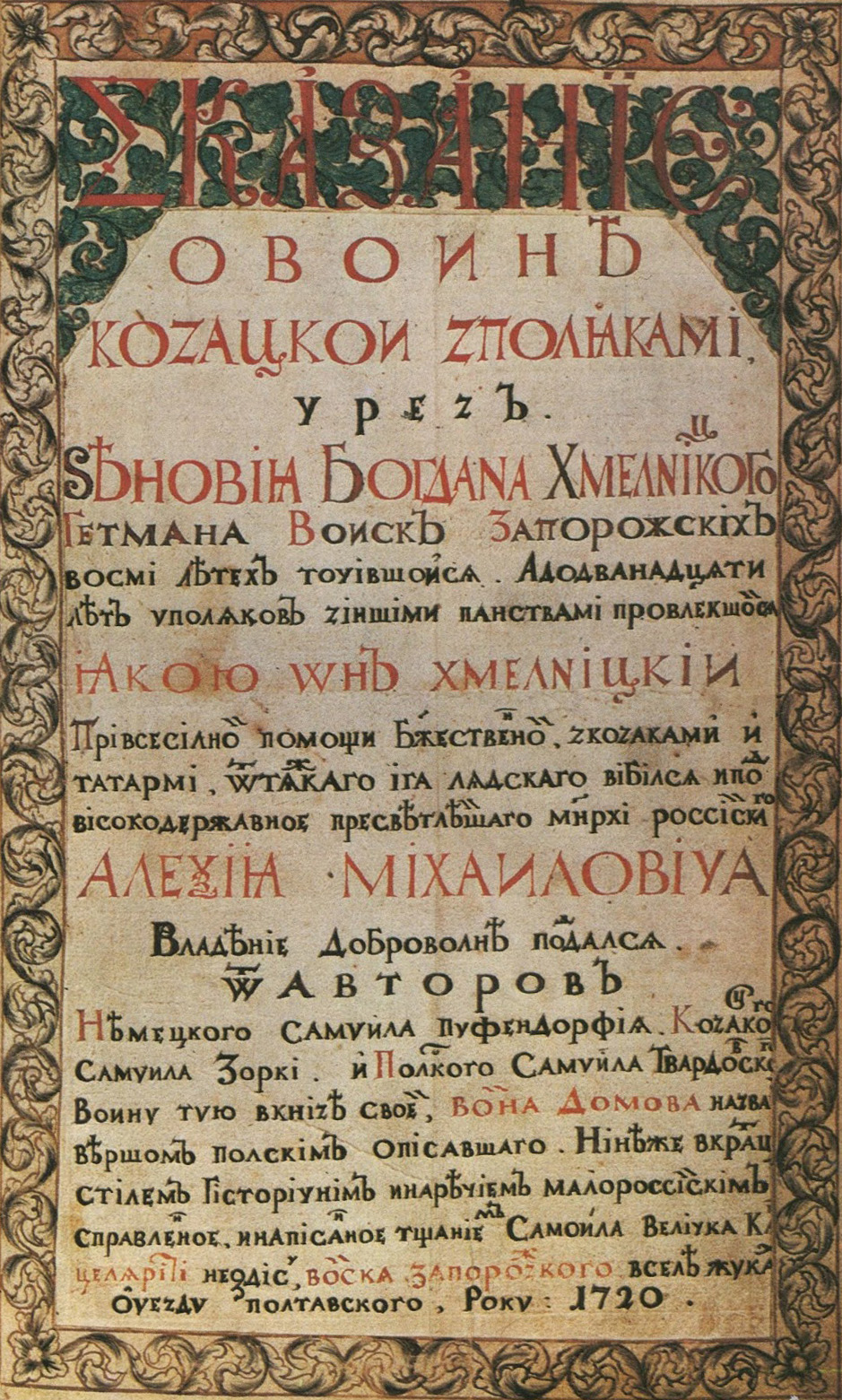
Літопис Самійла Величка

Ще один історичний міф, поширений як в українській історичній науці, так і насамперед в російській, записаний Величком у VI розділі 12-ї частини першого тому, кардинально змінює сприйняття політичної орієнтації гетьмана. Він писав, що в середині вересня 1659 року, після програшу у Конотопській битві та зречення булави самопроголошеним «промосковським» наказним гетьманом, Іваном Безпалим, Якима Сомка було обрано на його місце і «…виправлено з новим ніжинським полковником Васютою … з Переяславля на чолі кільканадцятитисячного козацького війська … і посланого під Хмельник на Виговського. Прибувши сюди, Сомко дав бій Виговському, зламав і розгромив його до решти, так що війська його одні впали …, а інші розсипалися…». Цей епізод є майже повною містифікацією чи то помилкою літописця через кілька причин. По-перше, Іван Безпалий, якого московські урядники призначили гетьманом у вирі війни з Гетьманщиною, не відмовлявся від гетьманства у вересні та, принаймні до кінця жовтня, іменував себе наказним гетьманом. По-друге, битва у цей час не підтверджується жодними іншими джерелами. Хоча пізніше, вже після зречення Івана Виговського, елекції Юрія Хмельницького та Другої Переяславської ради, у листопаді 1659 року була битва під Хмільником, але воював там проти Виговського не Сомко, а київський воєвода Василь Шереметєв. Виходячи з трактування подій Величка з'явилася теза про те, що «він разом з ніжинським полковником Василем Золотаренком допоміг московському війську зайняти Лівобережжя». З точки зору тодішньої політичної ситуації це, ймовірно, пов'язано з діяльністю іншого переяславського полковника, Тимоша Цицюри, яку приписано Сомку. Станом на початок осені 1659 року, на думку російської дослідниці Руїни, Тетяни Таїрової-Яковлевої, в українському старшинському політикумі було всього три «політичних угрупування», одне з яких формувалося навколо Цицюри. Полковник у вересні 1659 року звинуватив Виговського у «спустошенні землі … від орди та від ляхів» і здійняв антигетьманське повстання у Переяславі. Власне, саме Цицюру Яковлева характеризує як такого, хто «подав цареві „на блюдці“ майже все Лівобережжя». Доля ж Сомка маловідома у цей невеликий період, хіба що він повернувся з Жердевої долини, де була рада, у Переяслав.
Обрання наказним гетьманом
Окрім вищезгаданого міфу в дослідженні біографії гетьмана важливим є з'ясування часу набуття ним повноважень наказного гетьмана, адже в істориків немає єдиного трактування цього факту. Проблема з'явилася насамперед через записи літописців — і Самовидець і Величко стверджували, що він обійняв цей
уряд після того підписання Слободищенського трактату Хмельницьким. Граб'янка ж хоч прямо і не писав яким чином Сомко став наказним, але вважав його гетьманом над трьома полками (Переяславським, Ніжинським і Чернігівським) і вірним цареві. Згодом ця думка перейшла до праць класиків XIX століття з дослідження Гетьманщини: Дмитра Бантиш-Каменського, Миколи Маркевича, Олександра Рігельмана. Значно розвинули ідею літописців історики другої половини XIX століття. Так Олександр Востоков, що відомий своїми дослідженнями Козелецької та Ніжинської рад писав, що Сомко був обраний наказним гетьманом, Микола Костомаров стверджував, що Яким «…зібрав раду з чиновних і простих козаків у Переяславлі та вмовляв переяславців стояти за царя.» і, нібито, після цього його обрали наказним гетьманом. Такої ж думки дотримувався Василь Вовк-Карачевський, в діаспорянській історичній науці Олександр Оглоблин, а також сучасні українські історики: Валерій Смолій і Валерій Степанков. Почасти думку про «обрання» наказним гетьманом можна зустріти в різноманітних коротких біографіях чи енциклопедичних словниках.
Водночас сучасні історики версію попередників критикують. По-перше, існує пряма суперечність дат, адже про проведену раду у Переяславі, де козаки відновили присягу царю, Сомко писав 7 (17) грудня 1660 року, а за кілька місяців до того, в листі від 19 (29) жовтня, у листі до Золотаренка підписувався як «гетьман наказний війська його царської величності Запорозського». Той же титул використовував московський уряд у листуванні з ним. По-друге, відомості про проведення спільної ради між трьома полками також відсутні. Ймовірно цей погляд на події виник через помилкове трактування обрання полковником у Переяславі. Теза ж про те, що Сомко був «ратифікований» на цю посаду московським урядом так само є дискусійною, адже з осені 1659 року фаворитом серед усієї старшини був переяславський полковник Цицюра. Саме в нього було більше шансів, в порівнянні з конкурентами здобути прихильність царя. З іншого боку є факти вкрай зневажливого ставлення князя Шереметєва не тільки до гетьмана Юрія Хмельницького, а й до козаків загалом. Ймовірно, це стосувалося й шваґра Богдана. Легітимізація Сомка як ставленика одразу після «зради» його ж племінника здається малоймовірною. Уперше піддав сумніву теорію про обрання Сомка наказним гетьманом радянський історик Микола Петровський. Він, порівнюючи літопис Самовидця зі статейним списком стольника Федора Ладиженського, висловив припущення, що булаву наказного гетьмана Сомку вручив Юрій Хмельницький напередодні Чуднівської кампанії. З часом дедалі більше істориків почали дотримуватися такої думки. Зокрема українські: Віктор Горобець, Володимир Борисенко, Анатолій Іваненко, Тарас Чухліб, а також російська дослідниця Тетяна Таїрова-Яковлева.
Сама по собі практика обрання наказного (тимчасового) гетьмана існувала, хоч найчастіше його призначав звичайний (повноважний) гетьман з конкретною метою, як правило під час військових кампаній. Саме такі повноваження отримав влітку 1660 року полковник Цицюра, коли вирушав на чолі кількох лівобережних полків у похід на Волинь. Зважаючи на те, що останній був під протекцією Шереметєва й у поході керував козаками у складі війська воєводи, ймовірно, на противагу йому Юрієм було призначено другого наказного гетьмана, дядька Якима, для комплектації додаткового контингенту у Білій Церкві. Сам Сомко у розмові з прибулим до Переяслава наприкінці січня 1662 року стольником Ладиженським заявляв, що у Хмельницького він «був наказним, збирався біля Білої Церкви». Це ж підтверджується вищезгаданим листом Івана Сірка. Царські воєводи у повідомленнях до Москви, датованих жовтнем 1660 року, йменували Сомка «намісником Білоцерківським». І хоч посада намісника не існувала в Українській козацькій державі, іноді в історики Якима так називають. На думку історика Анатолія Іваненка цим терміном царські урядники позначали незвичний для них уряд наказного гетьмана, адже аналога цій посаді у московській ієрархії урядників не існувало.
Окрім вищезгаданих проблем історичної науки варто ще згадати радянську, що трактувала багато історичних подій і мотивацію історичних діячів через призму пропаганди. Так, традиційно, і дії Сомка і дії старшини описувалися як «обстоювання возз'єднання України з Росією і виступ проти шляхетської Польщі».

### Сучасна історична наука
В сучасній українській історичній науці постать Якима Сомка недостатньо висвітлена. Позаяк відсутні будь-які ґрунтовні біографічні дослідження щодо цієї особи. Попри це його характеристика сучасними істориками дещо змінилася в порівнянні з минулими уявленнями. Сомко представляється як людина, що походила з заможної міщансько-купецької родини, що мала зв'язки зі старожитнім козацтвом. Він і сам частину свого життя займався торгівлею на Донщині. Здобув гарну освіту в чи не найкращому освітньому закладі тогочасної України, що підтверджується участю у дипломатичних перемовинах в часи Хмельниччини. А також, безумовно, він входив до так званого «клану Хмельницьких».
Разом з тим Сомко трактується як честолюбний і амбітній до влади політик. У вирі громадянської війни він намагався втримати свій авторитет і становище в суспільстві, отримані на хвилі Визвольної війни та свояцтва з Хмельницьким-старшим. Володимир Кривошея характеризує це як «спробу виправити ситуацію і взяти владу в свої руки». Опертям в політиці Сомко вважав таку ж саму, як він, городову козацьку старшину та інших заможних «статечних» козаків. Старшина завдяки Визвольній війні де-факто отримала статус політичної еліти (аристократії) не тільки Української козацької держави, а й регіону загалом, суттєво закріпила свої економічні позиції й намагалася закріпити свій статус де-юре. Бувши типовим представником і провідником свого суспільного стану, гетьман говорив про необхідність виділення козаків й чіткого відмежування його від посполитих: «козаки окремо по своїх лієстрах переписані, а мужики собі переписані будуть…».
Саме ставка на «елітарність старшини» призвела до того, що поряд з ним з'явився демагогічний та популістський конкурент Брюховецький, що набагато більше мав підтримки серед широких мас населення: тогочасних дейнек і покозачених селян, а також «деструктивних», на той час, запорожців. Окремо слід виділити оцінку сучасними українськими істориками питання «проросійської орієнтації» Якима Сомка:

| Не варто забувати, що цей непересічний представник істеблішменту козацько-гетьманської держави завжди виступав за її територіальну цілісність та номінальну залежність від Московської держави. |
| — Анатолій Іваненко, кандидат історичних наук, доцент УДУ імені М. П. Драгоманова та старший науковий співробітник НІЕЗ «Переяслав»                                                             |

| Сомко виступав за збереження протекції російського монарха над Україною, але за умови суворого дотримання автономного статусу козацтва Гетьманату, непорушності принципів васальних відносин |
| — Віктор Горобець, доктор історичних наук, завідувач сектору соціальної історії Інституту історії України НАН України                                                                        |

| Він був яскравим представником тієї непокірної козацької старшини, котра зберігала вірність до тих пір, поки їй це було вигідно й завжди болісно реагувала на будь-які спроби Москви урізати її суверенітет і намагалася будувати свої відносини з московським урядом на суворо договірній основі |
| — Володимир Газін, доктор історичних наук, доцент кафедри історії України Кам'янець-Подільського університету |

| …московський цар Олексій Михайлович не затвердив цього рішення [елекції на Козелецькій раді] через незалежницьку політику наказного гетьмана, який виступав не лише проти влади короля Речі Посполитої, а й проти засилля царських воєвод на Лівобережжі |
| — Тарас Чухліб, доктор історичних наук, директор Науково-дослідного інституту козацтва |

## Вшанування пам'яті
Вулиці, названі на честь Якима Сомка присутні у населених пунктах:
- село Сомкова Долина (нині — Бориспільський район Київської області);
- село Соснівка (нині — Бориспільський район Київської області);
- місто Ічня (нині — Прилуцький район Чернігівської області);
- наприкінці 2022 року у місті Переяслав вулицю Пєтухова перейменували на вулицю Якима Сомка[128];
- у місті Кременчук провулок Бригадний комісія з найменування об'єктів топоніміки запропонувала перейменувати на провулок Гетьмана Сомка[129].

### У мистецтві

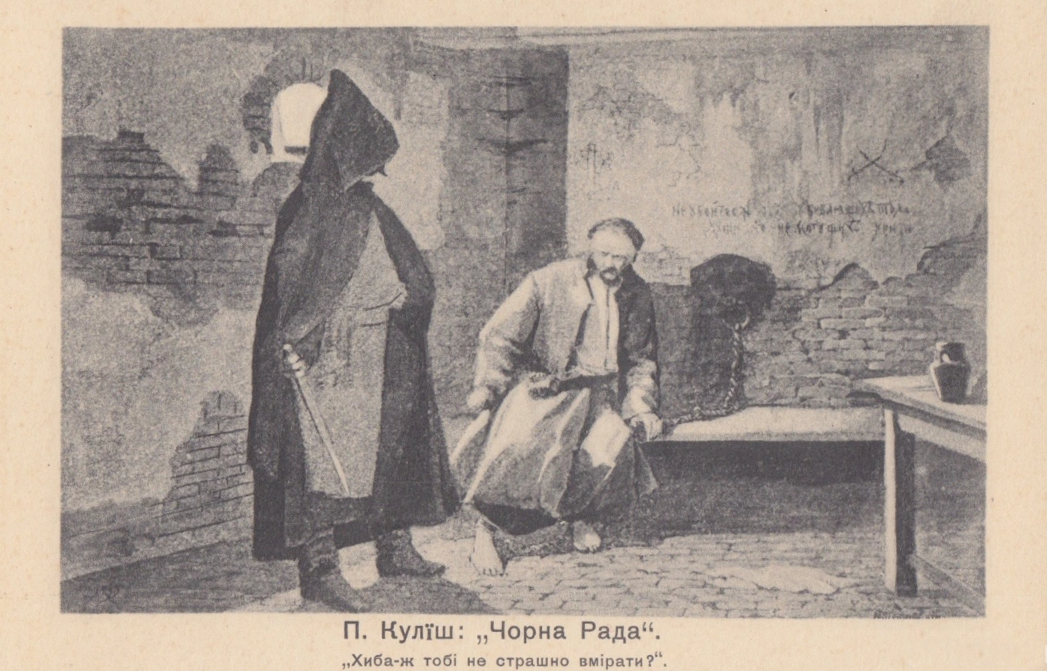
Сцена в казематі
Постановив Кирило Тур на вікні каганчик, а сам зблизивсь до понурого в'язня. Той дивиться на його мовчки. Достав запорожець із-за халяви ножаку і показує Сомкові. Той ізвів до неба очі, охрестивсь:
— Що ж? — каже. — Роби, що тобі сказано робити.
А Кирило Тур сипким, гугнивим голосом:
— Хіба ж тобі не страшно вмирати?
— Може б, мені, — каже Сомко, — й страшно було, якби не було написано: «Не убойтесь от убивающих тіло, душі же не могущих убити…»

Події, що відбулися під Ніжином 1663 року стали темою першого українського історичного роману «Чорна рада. Хроніка 1663 року», написаного Пантелеймоном Кулішем. Уперше роман було опубліковано 1857 року в журналі «Русская Беседа». Попри те, що роман вважається класикою української літератури та входить до шкільної програми, образ Якима Сомка в романі та його співвідношення з реальним прототипом є маловивченими. Загалом, серед літературознавців побутує думка, що образ персонажа у творі слабо прописаний і занадто ідеалізований автором. Водночас при написанні роману автор широко користувався козацькими літописами та іншими доступними йому першоджерелами. Наприклад, описуючи зовнішність гетьмана використав опис Граб'янки. На думку літературознавця Євгена Нахліка Куліш намагався надати персонажу Якима рис романтичного героя. Архетипом став Прометей, який здатен принести себе в жертву заради держави, народу. Так у сцені візиту Кирила Тура до сомкового каземату автор писав: «Одним залізом за поперек його взято і до стіни ланцюгом приковано, а другі кайдани на ногах замкнуті». Серед інших рис кулішівського образу Сомка є сентиментальність, самовпевненість, гординя та зневага до своїх політичних опонентів.
Поясненням конфлікту між Сомком і Брюховецьким у романі стала байка, записана Миколою Маркевичем у його історичній праці «Исторія Малоросіи». Маркевич писав, що Яким образив Івана, назвавши його «собакою». Останній намагався вбити кривдника і, як наслідок, невдаху Сомко принизив — провізши Гадячем верхом на свині. Хоч ця історія не підтверджується історичними джерелами епізод був введений в роман для опису непростого характеру гетьмана. Серед інших невідповідностей персонажа його прототипу можна назвати повне ігнорування Кулішем військових успіхів гетьмана, а також подачу героя, як неодруженого. В останньому критикував Куліша й Маркевич майже одразу після публікації, вказуючи, що справді гетьман мав дружину. За сюжетом Яким не може побратися, бо в нього «тільки … думки, що про гетьманські порядки», а жінка йому потрібна, оскільки «у гетьмана має бути гетьманша». Тобто дружина потрібна для держави, а не для сімейного затишку. При цьому автор ввів у роман наречену Сомка, Лесю Череванівну, утворивши любовний трикутник «Яким Сомко — Леся — Петро Шраменко». Дотримуючись сентиментальності образу, Пантелеймон Куліш писав, що гетьман, бачачи зраду полковників, здається на милість переможцю. На справді очевидці тих подій, Роман Ракушка-Романовський і Патрік Ґордон, описували дії Сомка іншим чином.
Існує також екранізація роману на телебаченні. Режисер — Микола Засєєв-Руденко. Роль Івана Брюховецького в ньому зіграв Богдан Ступка, а Якима Сомка — Олександр Бондаренко.